# South African Air Force Museum
Il South African Air Force Museum è nato nel 1973 per volontà del colonnello Peter McGregor, deciso a preservare il più possibile il patrimonio aeronautico presente in Sudafrica. In seguito il comando della South African Air Force decise di suddividere i velivoli in tre distinte aree espositive, situate sulle basi aeree di Swartkop vicino a Pretoria, Ysterplaat a Città del Capo e Port Elizabeth.

## Esposizioni

### Base aerea di Swartkop
La base aerea di Swartkop è stata costituita nel 1921 ed è la sede principale del museo. Ospita il "Memorial" della SAAF e una grande esposizione di velivoli suddivisa in cinque hangar. In una sala sono esposti i cimeli dell'ingegnere John Weston, considerato il padre dell'aviazione in Sudafrica, e la riproduzione del biplano Patterson No.2 realizzato da Cecil Compton Patterson nel 1911. Inoltre sono musealizzati numerosi cimeli, uniformi, bandiere, documenti, strumenti di navigazione, appunti di volo che ripercorrono la storia aeronautica sudafricana.

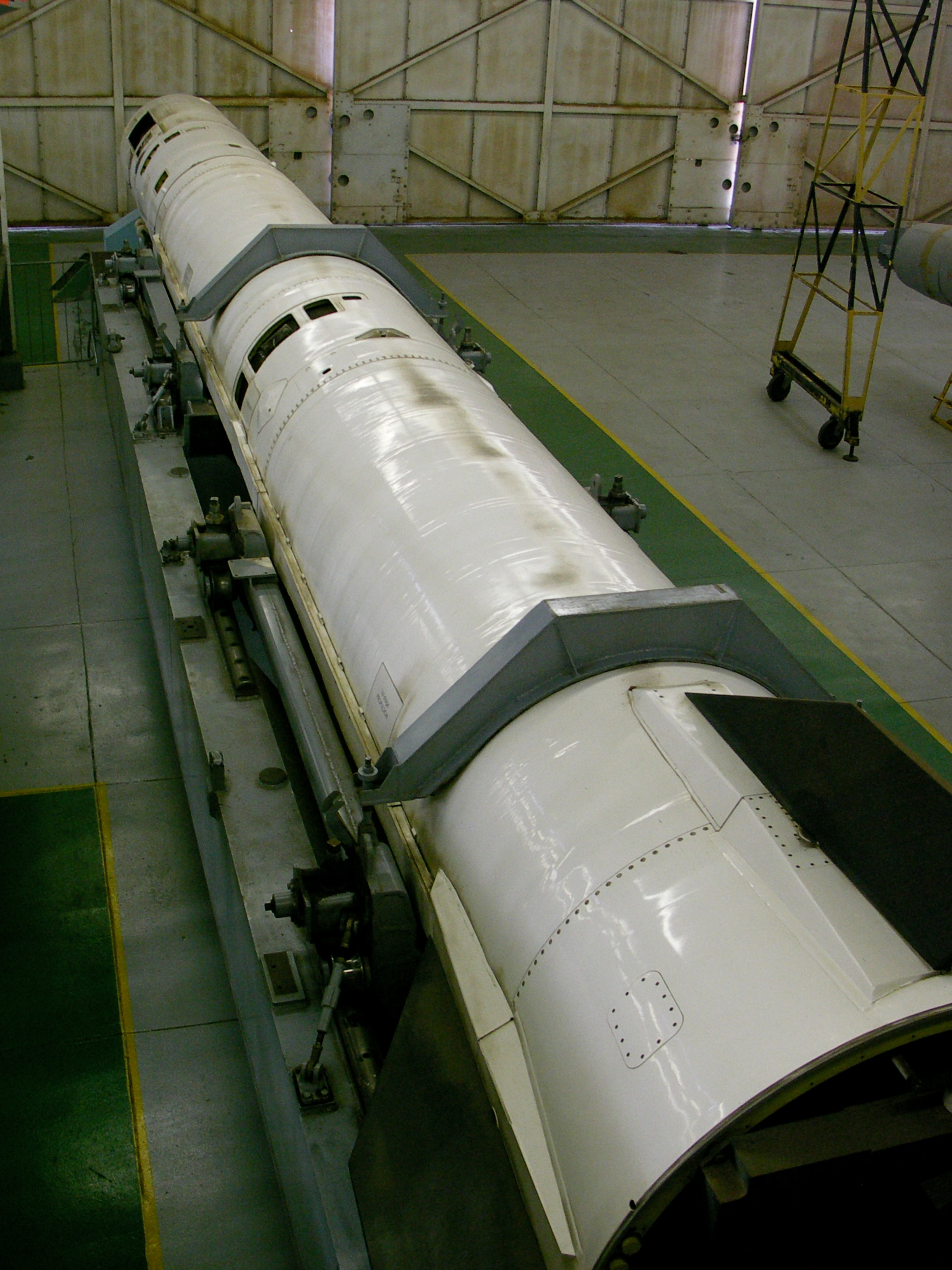
Parte di un missile balistico a medio raggio RSA-3 (Shavit) esposto al South African Air Force Museum, Swartkop
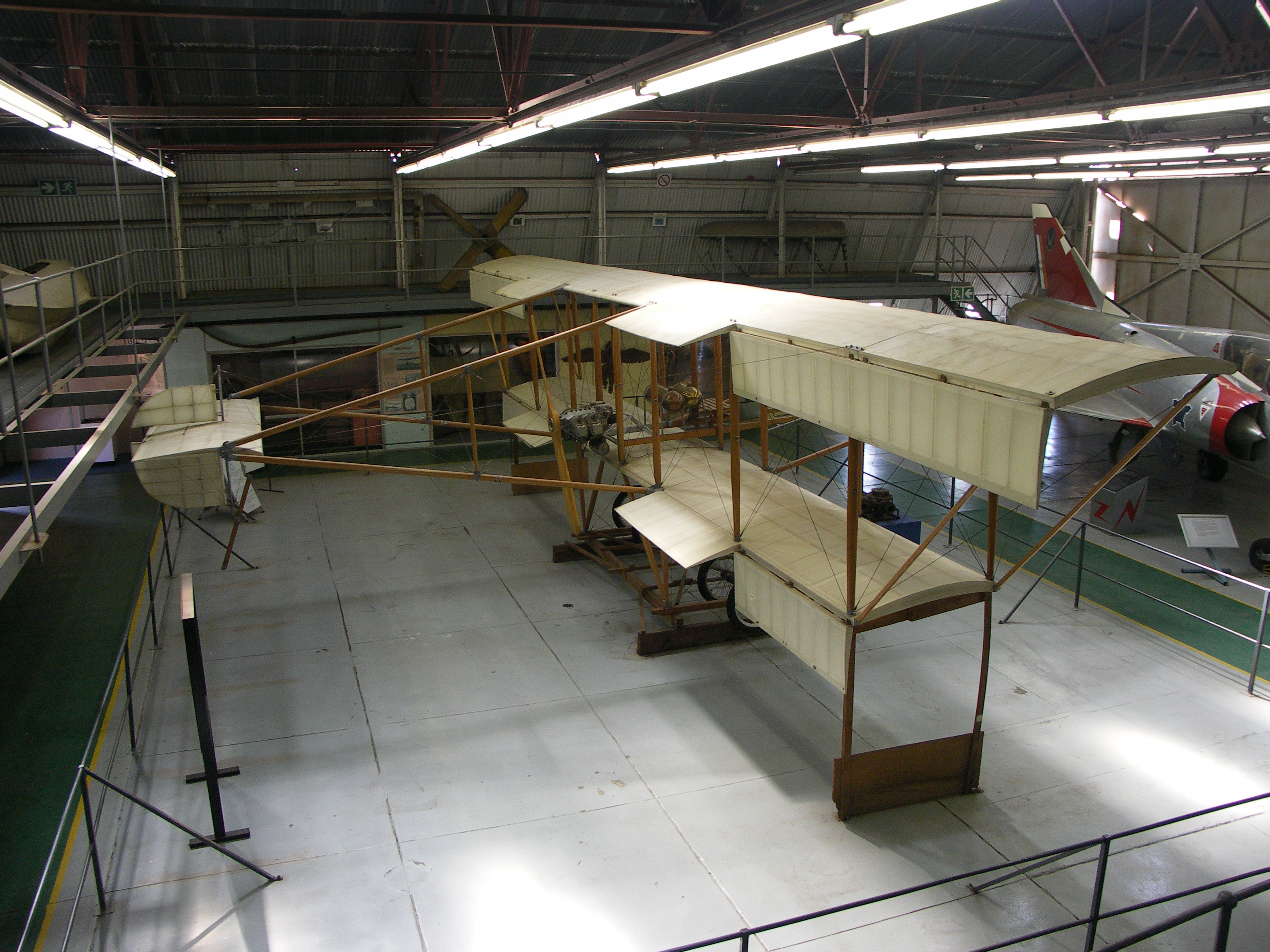
Replica del biplano Patterson N. 2 a Swartkop
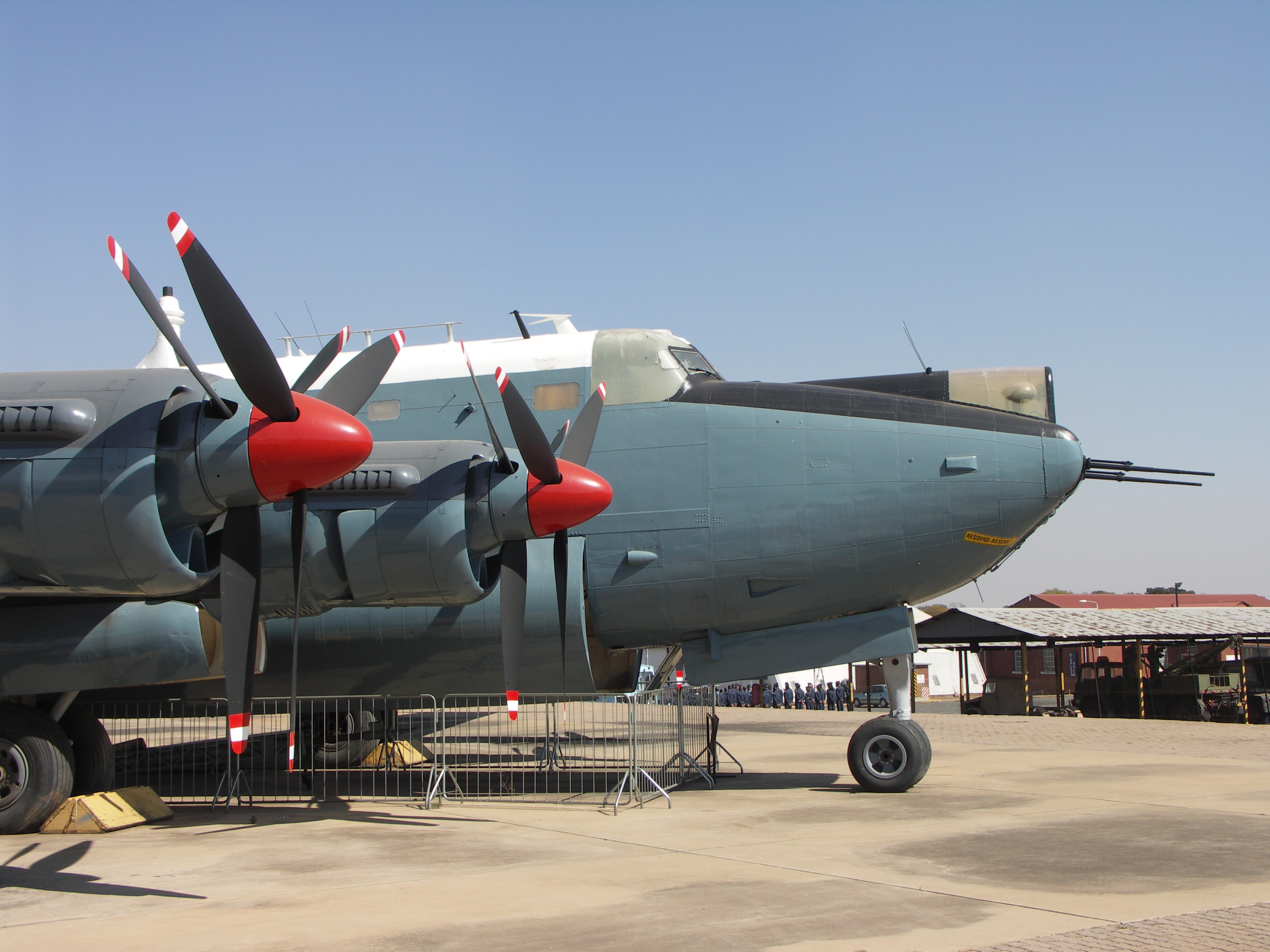
Un ricognitore marittimo Avro Shackleton a Swartkop
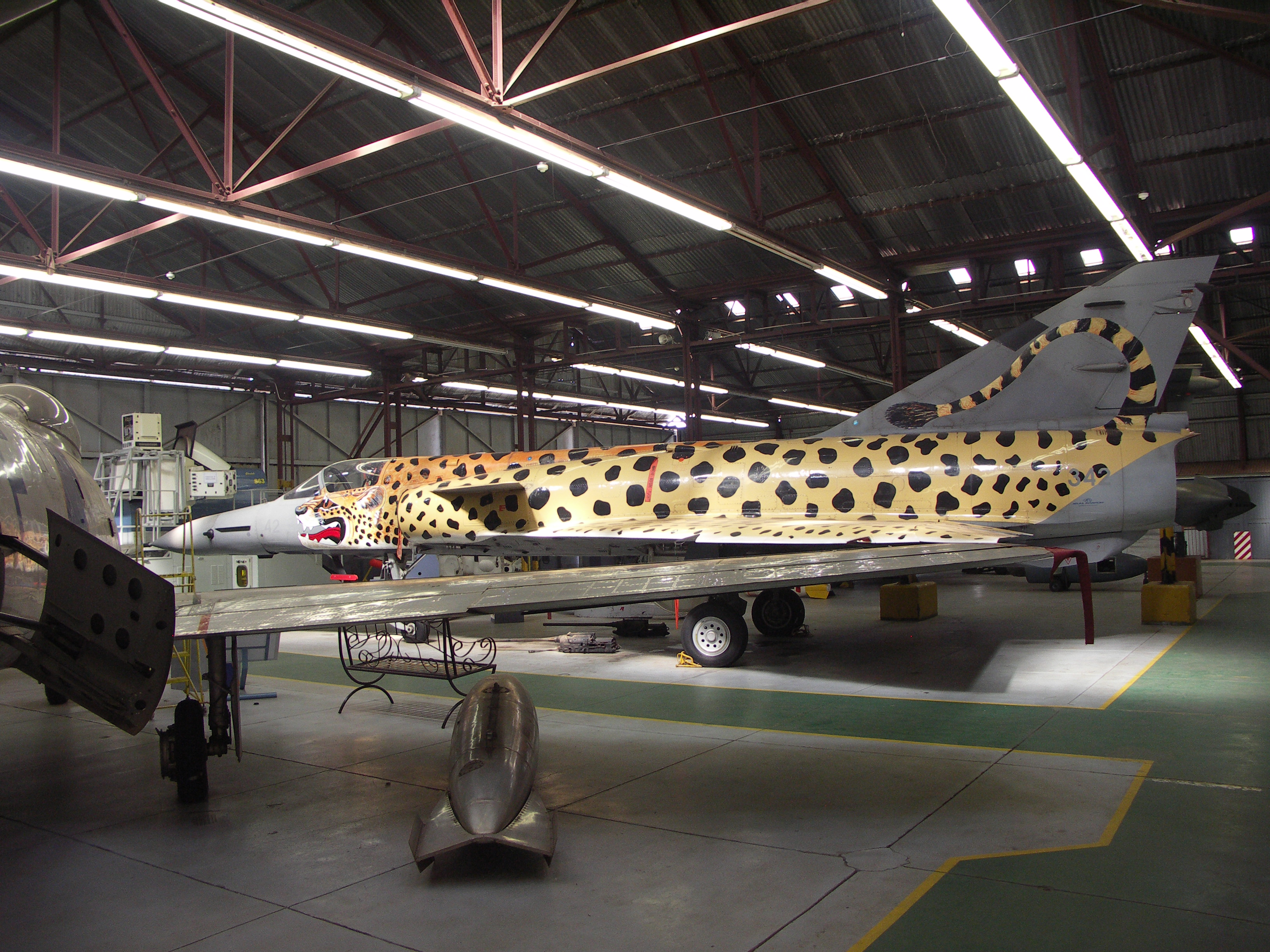
Un Atlas Cheetah C a Swartkop
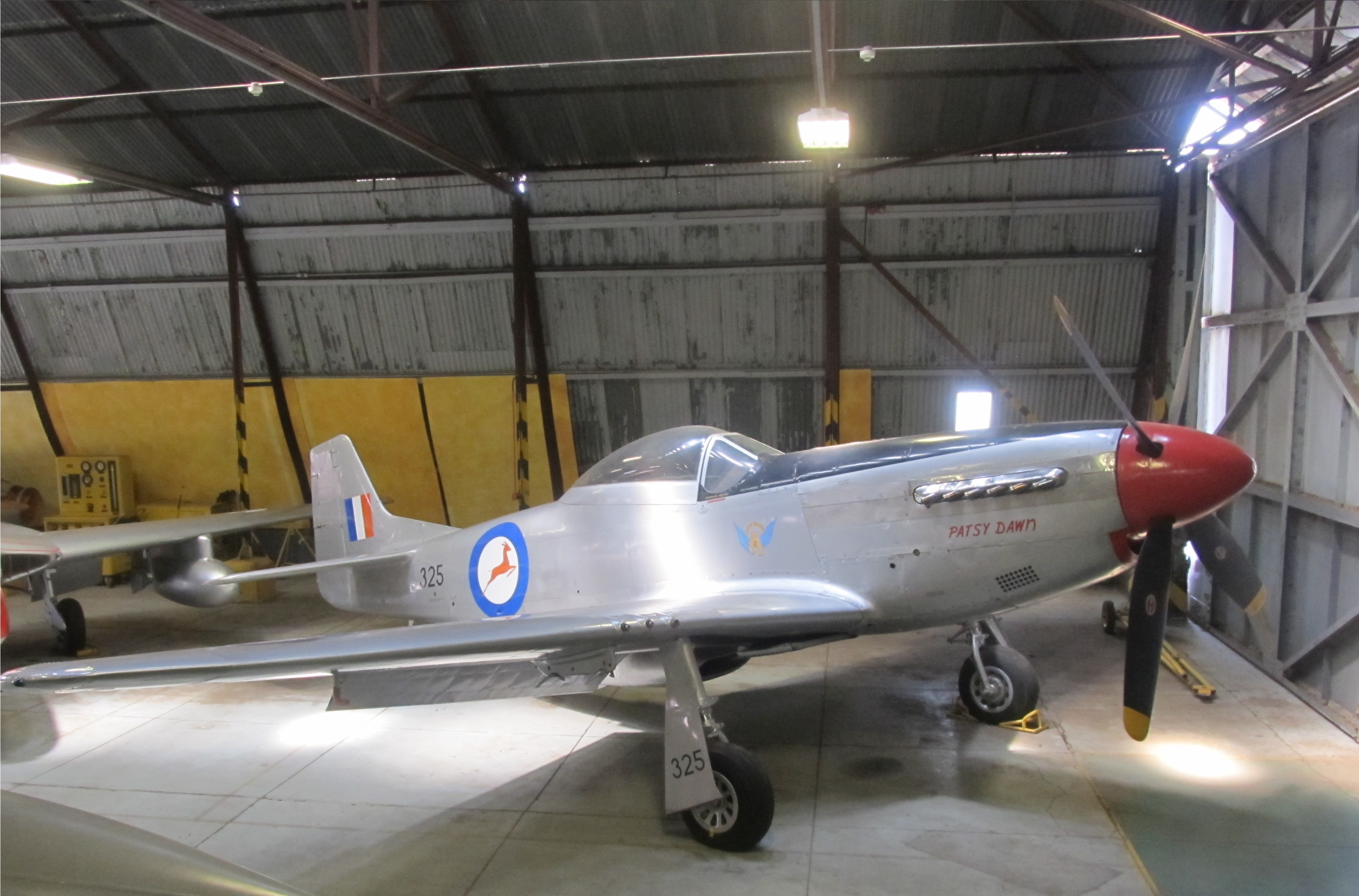
Un caccia North American P-51 Mustang della SAAF esposto a Swartkop
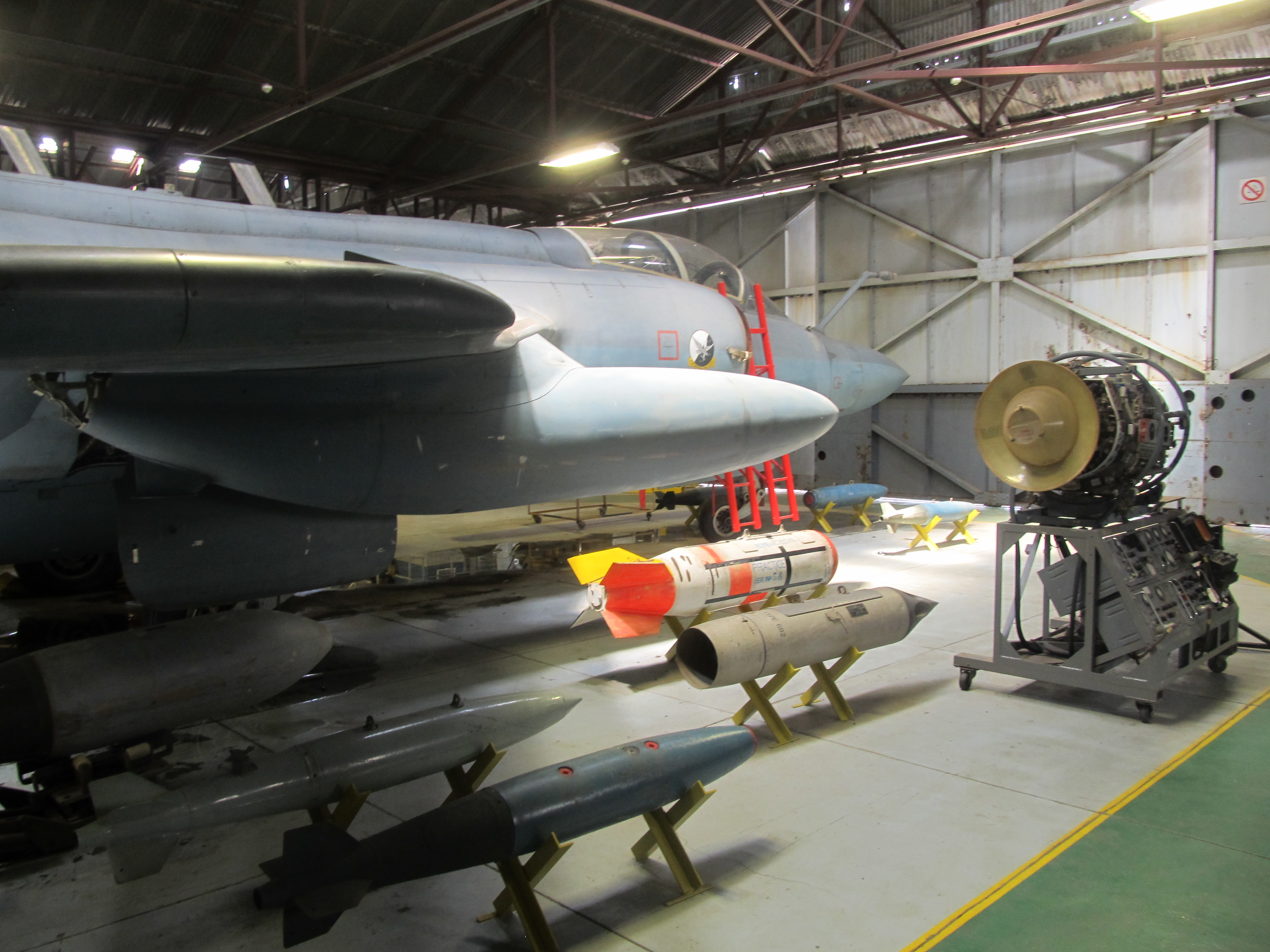
Un Blackburn Buccaneer in esposizione statica a Swartkop, fotografato con il suo carico bellico e il sistema radar Blue Parrot
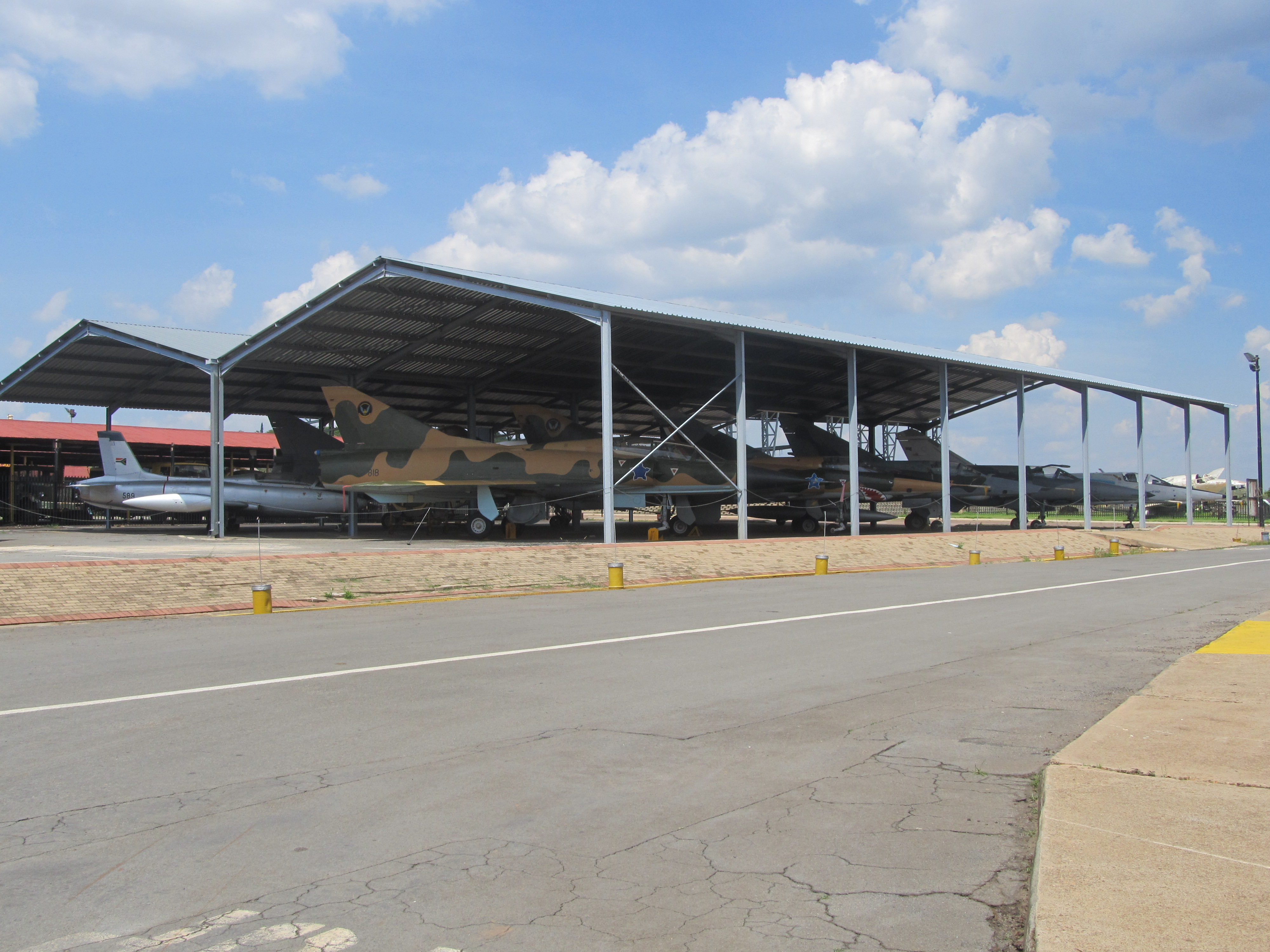
Esposizione statica e didattica dei velivoli da combattimento della SAAF a Swartkop
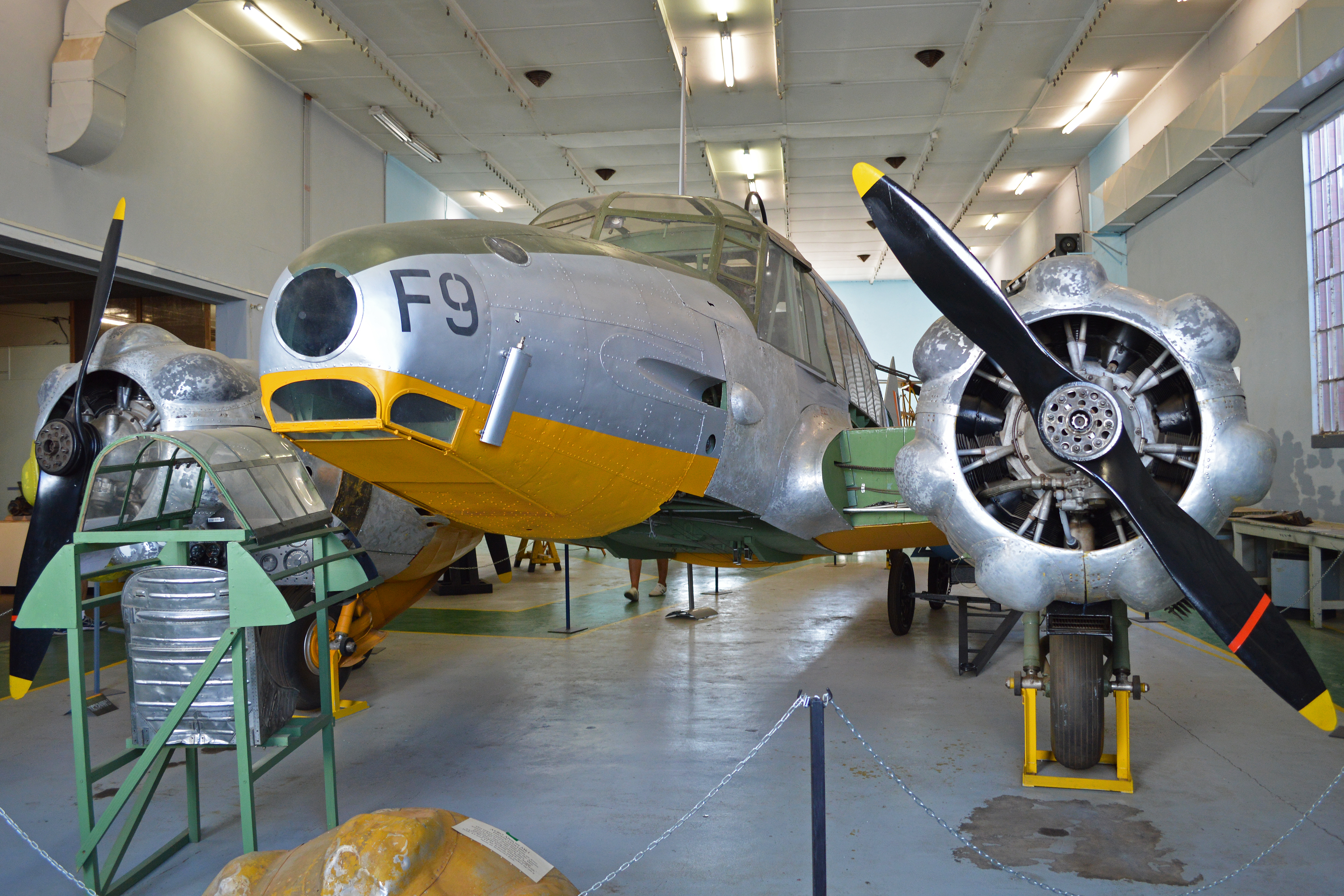
Un esemplare di Avro 652A Anson Mk.I in corso di restauro
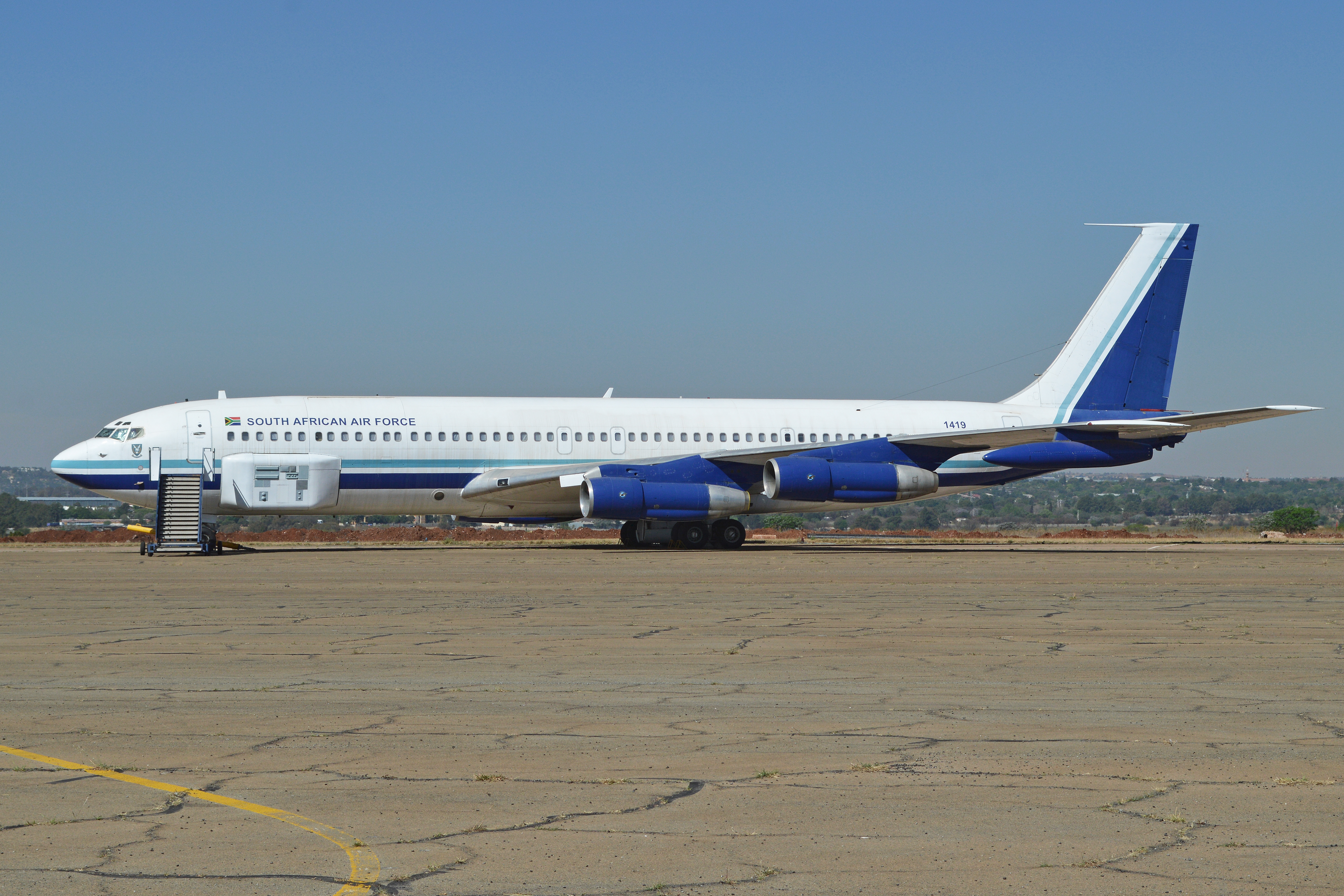
Un esemplare di Boeing 707-328C esposto a terra
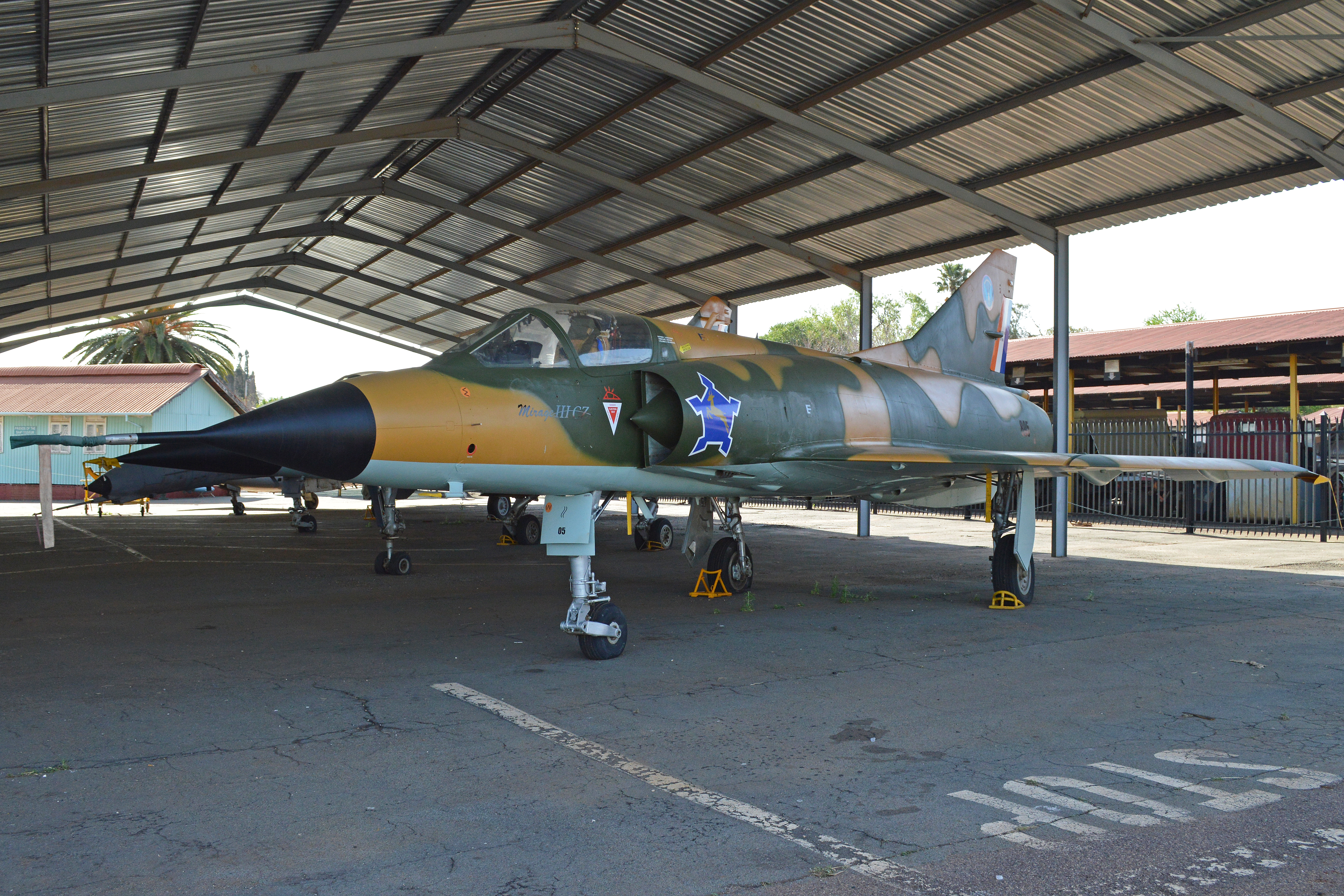
Caccia Avions Marcel Dassault-Breguet Aviation Mirage IIICZ

### Aerei in esposizione
- Aérospatiale SE 3130 Alouette II
- Aérospatiale SEn316 Alouette III[5]
- Aérospatiale SA 330C Puma[6]
- Aérospatiale SA 330H Puma
- Aérospatiale SA 321 Super Frelon
- Aermacchi AM.3C Bosbok
- Aermacchi MB.326H
- Aerotek Hummingbird
- Atlas Cheetah E[7]
- Atlas Cheetah C
- Atlas Impala Mk.I
- Atlas Impala Mk.II
- Atlas C.4M Kudu
- Atlas XH-1 Alpha[4]
- Atlas TP-1 Orynx
- Avro 652A Anson Mk.I[8]
- Avro 696 Shackleton[9]
- Blackburn Buccaneer S.Mk.50[10]
- Boeing 707-328C
- Canadair CL-13
- CASA CN-235M-10
- Cessna A.185E Skyvagon
- Douglas AD-4N Skyraider
- Douglas DC-4[11]
- Dassault Mirage IIIBZ
- Dassault Mirage IIICZ
- Dassault Mirage IIIRZ
- Dassault Mirage F1 AZ[7]
- Dassault-Breguet C-160Z Transall
- de Havilland DH.82A Tiger Moth
- de Havilland DH.87B Horneth Moth[8]

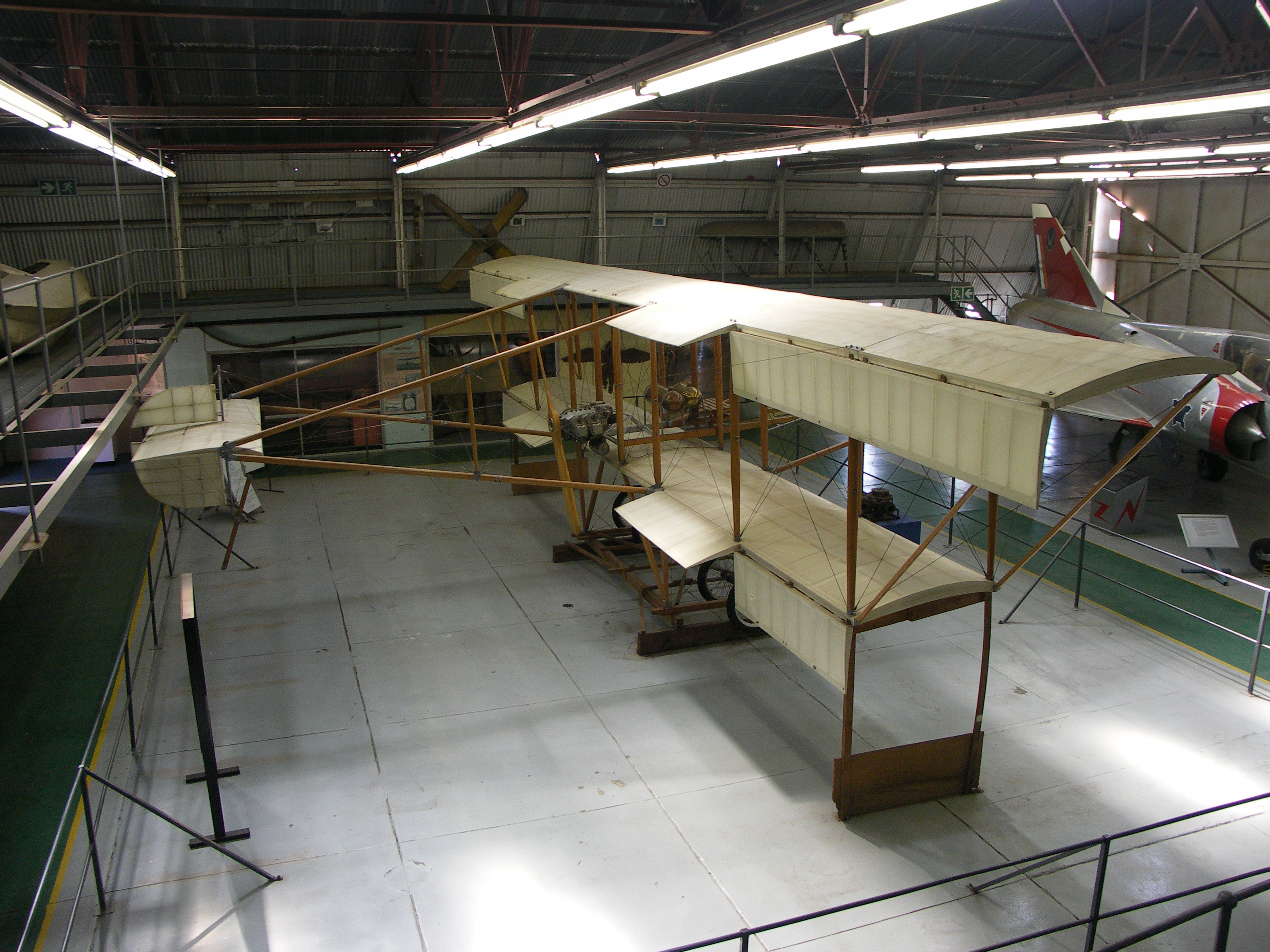
Replica del biplano Patterson No.2 esposta in un hangar.

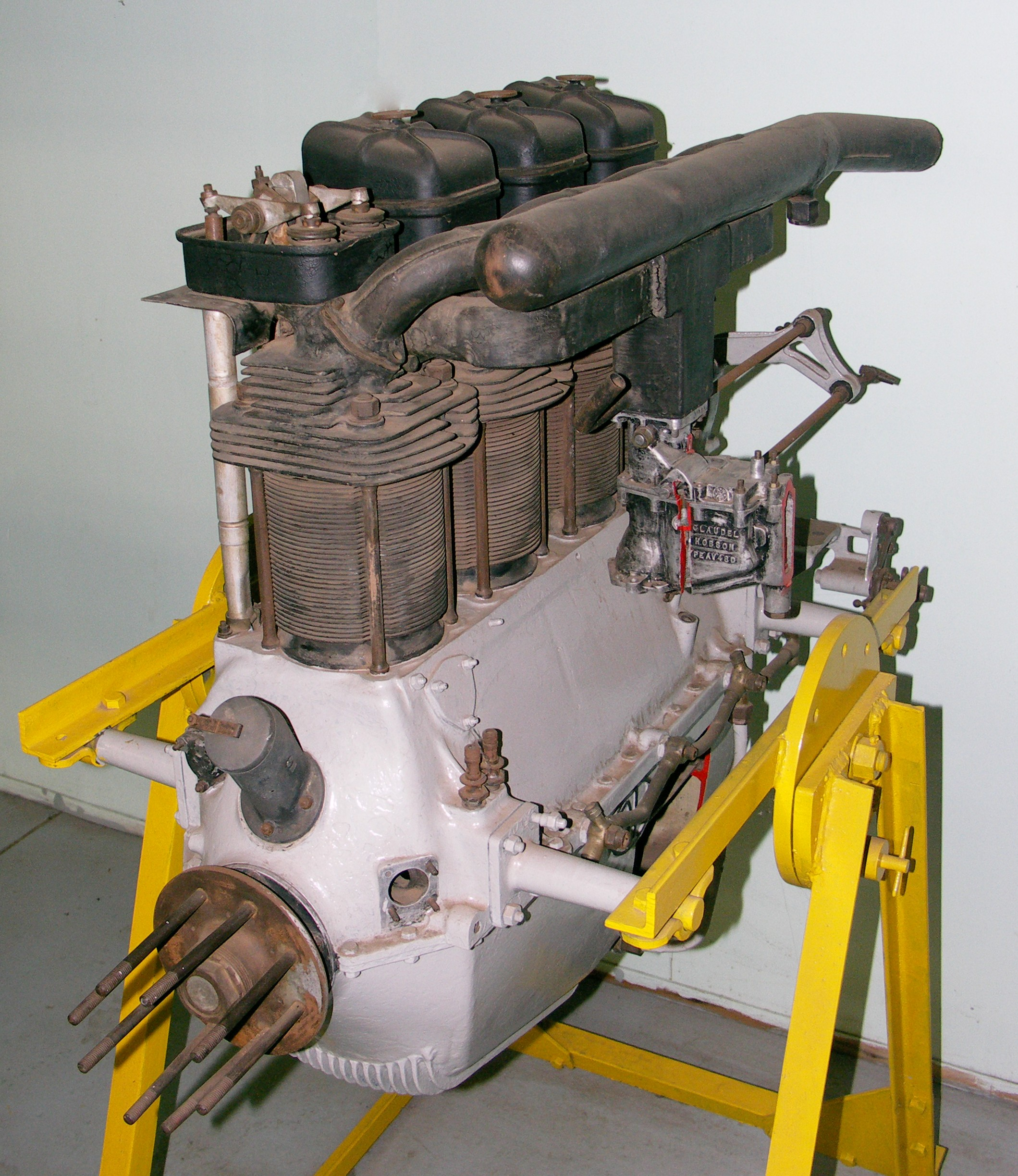
Motore De Havilland Gypsy II.

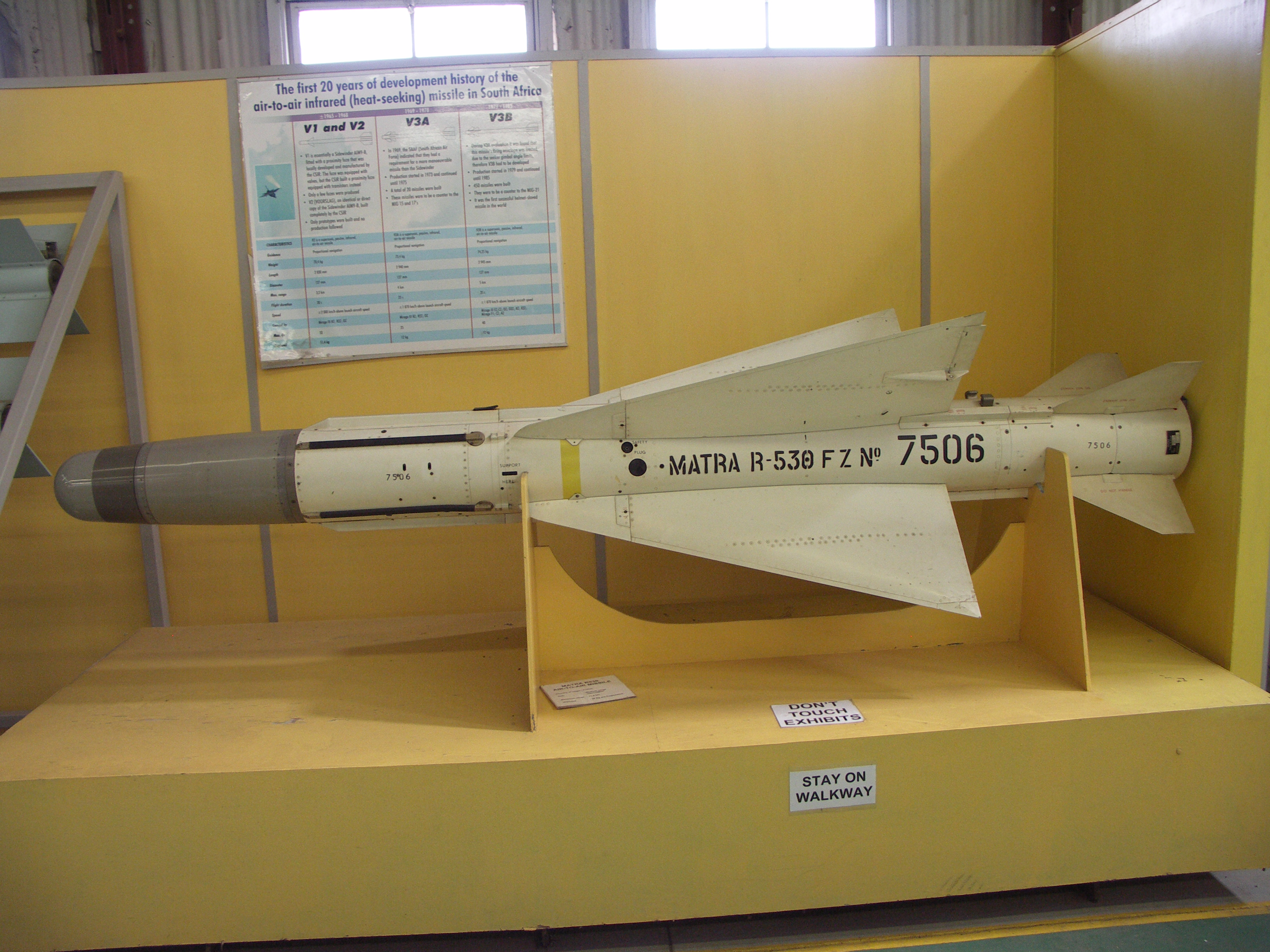
Missile aria-aria Matra R.530 in dotazione ai caccia Dassault Mirage IIICZ e Mirage F.1CZ.

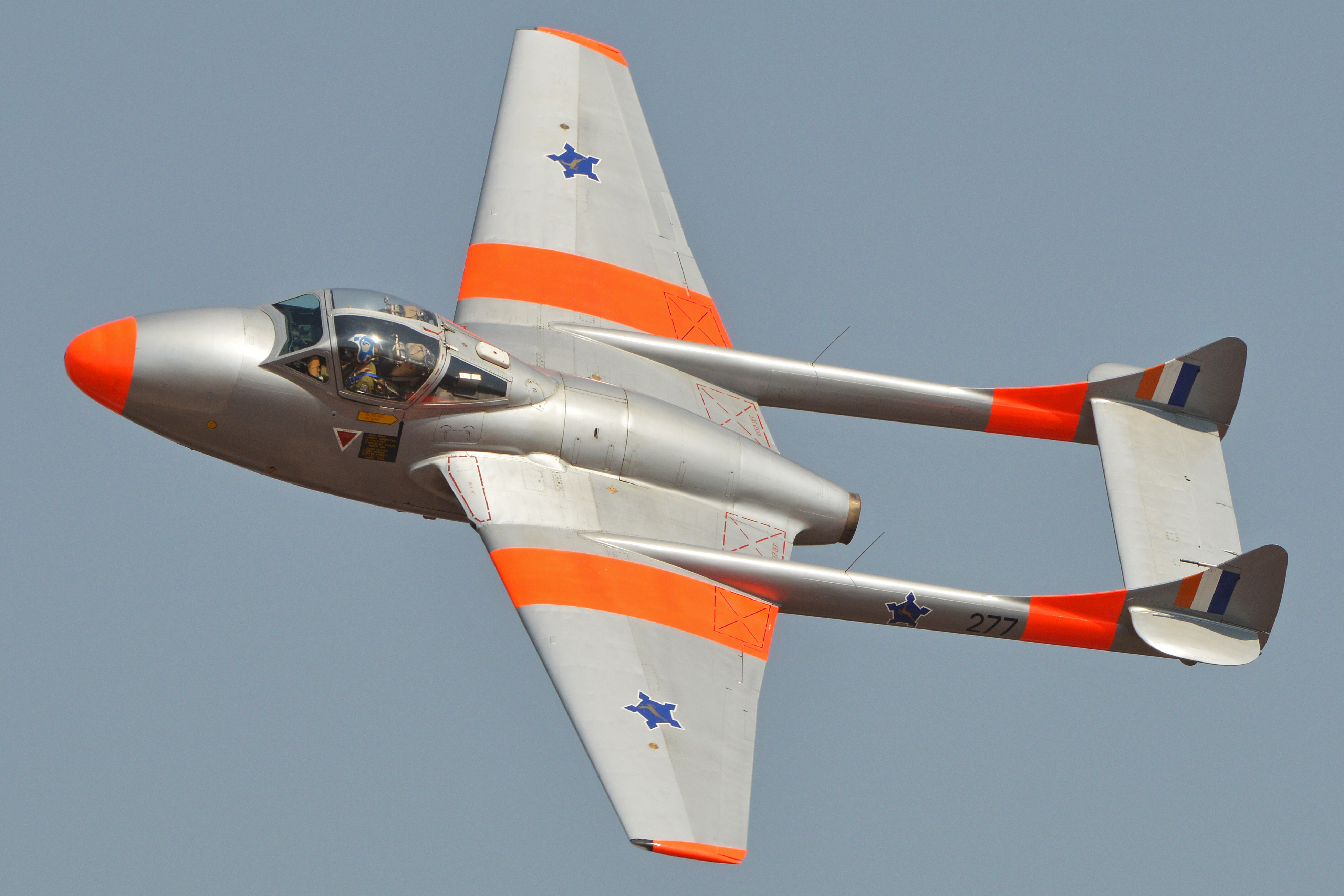
Un velivolo da addestramento De Havilland DH.100 Vampire T. Mk.55 in volo.

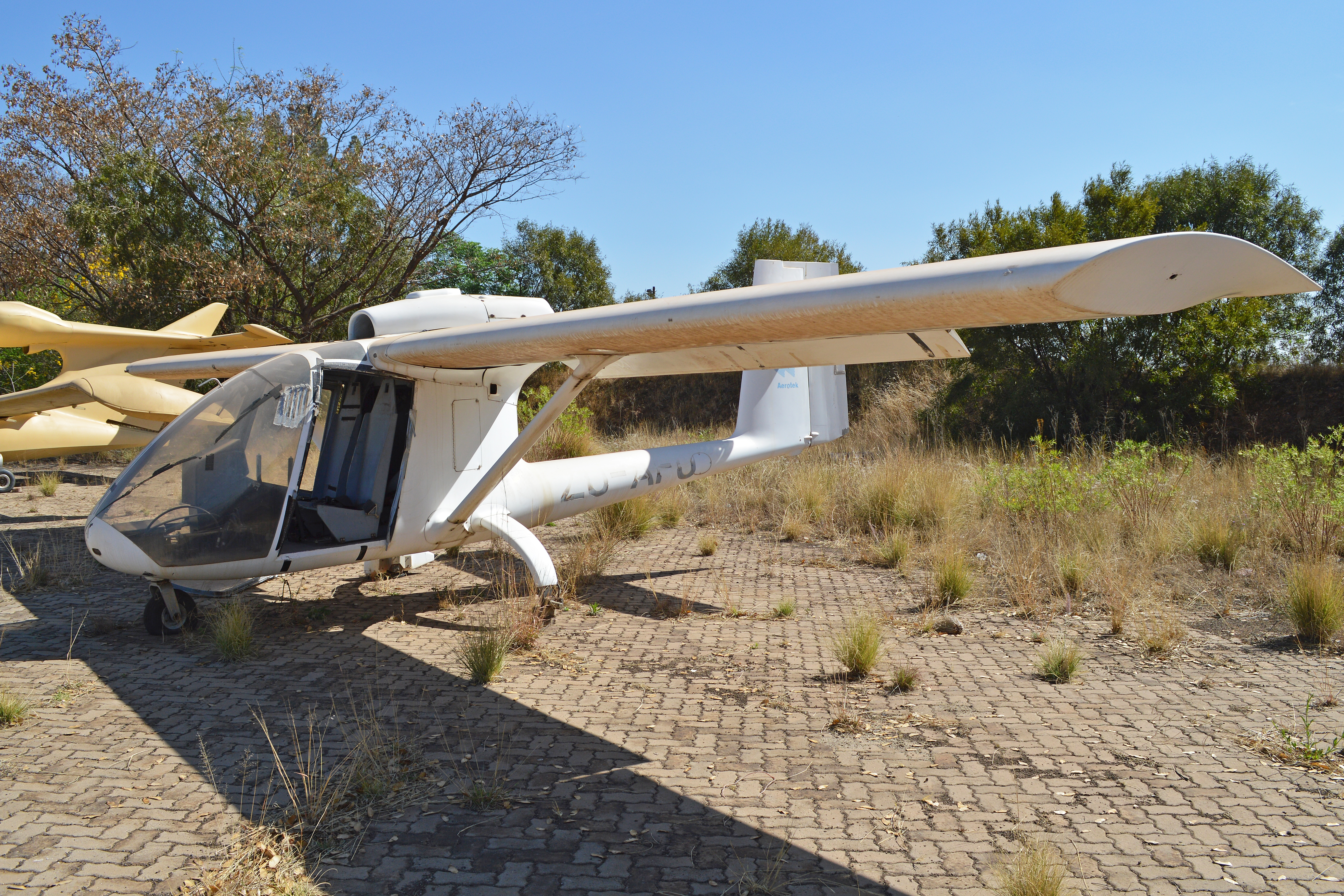
Un esemplare di Aerotek Hummingbird esposto a terra.

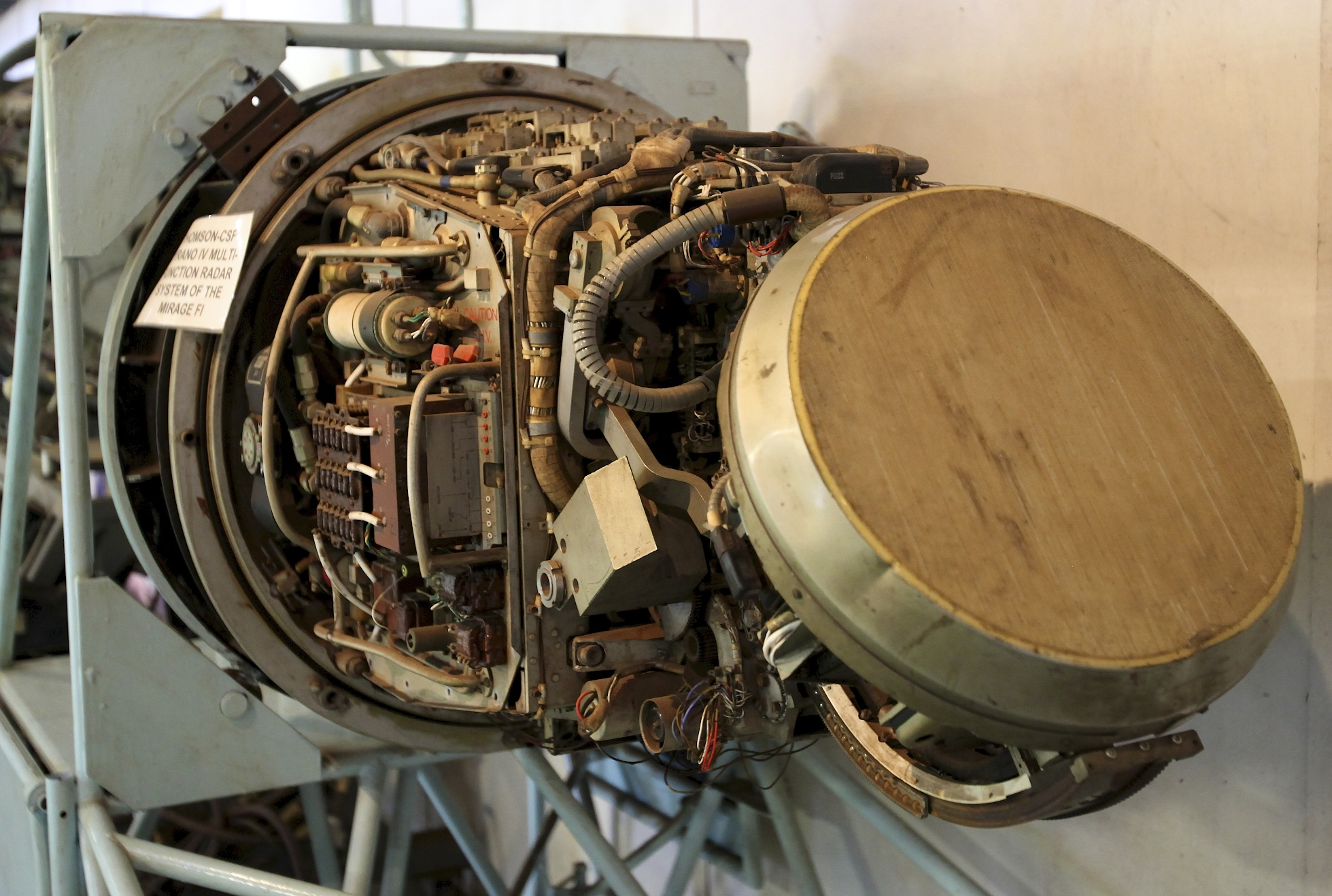
Un esemplare di radar Thomson-CSF Cyrano IV.

- de Havilland DH.115 Vampire T.Mk.55
- De Havilland Canada DHC-1 Chipmunk
- Dornier Do 27
- English Electric Canberra T. Mk.4
- Fairchild Argus
- Fieseler Fi 156 Storch[12]
- Junkers Ju 52 (in condizioni di volo)
- Lockheed L-18 Lodestar
- Lockheed Ventura[13]
- Mikoyan-Gurevich MiG-21bis[7]
- Mil Mi-24A
- North American Harvard
- North American P-51D Mustang
- Patchen Explorer
- Paterson Biplane[3]
- Piaggio P.166S Albatros
- Pilatus PC-7 Mk.II[14]
- Seawind Industries Seawind 300
- Sikorsky S-51 Dragonfly
- Westland Wasp HAS Mk.1[15]
- Westland Whirlwind

### Base aerea di Ysterplaat
Sulla AFB Ysterplaat si trova l’ultimo esemplare di Avro 696 Shackleton in condizioni di volo. Tale Shackleton venne rimesso in efficienza e ha volato per alcuni anni, prima di essere definitivamente messo a terra a causa della mancanza di piloti qualificati al suo pilotaggio. Il Douglas C-47 Dakota esposto è stato utilizzato dalla SAAF nel 1952 per aiutare il professore James Leonard Brierley Smith ad acquisire un esemplare di pesce celacanto dalle Isole Comore.

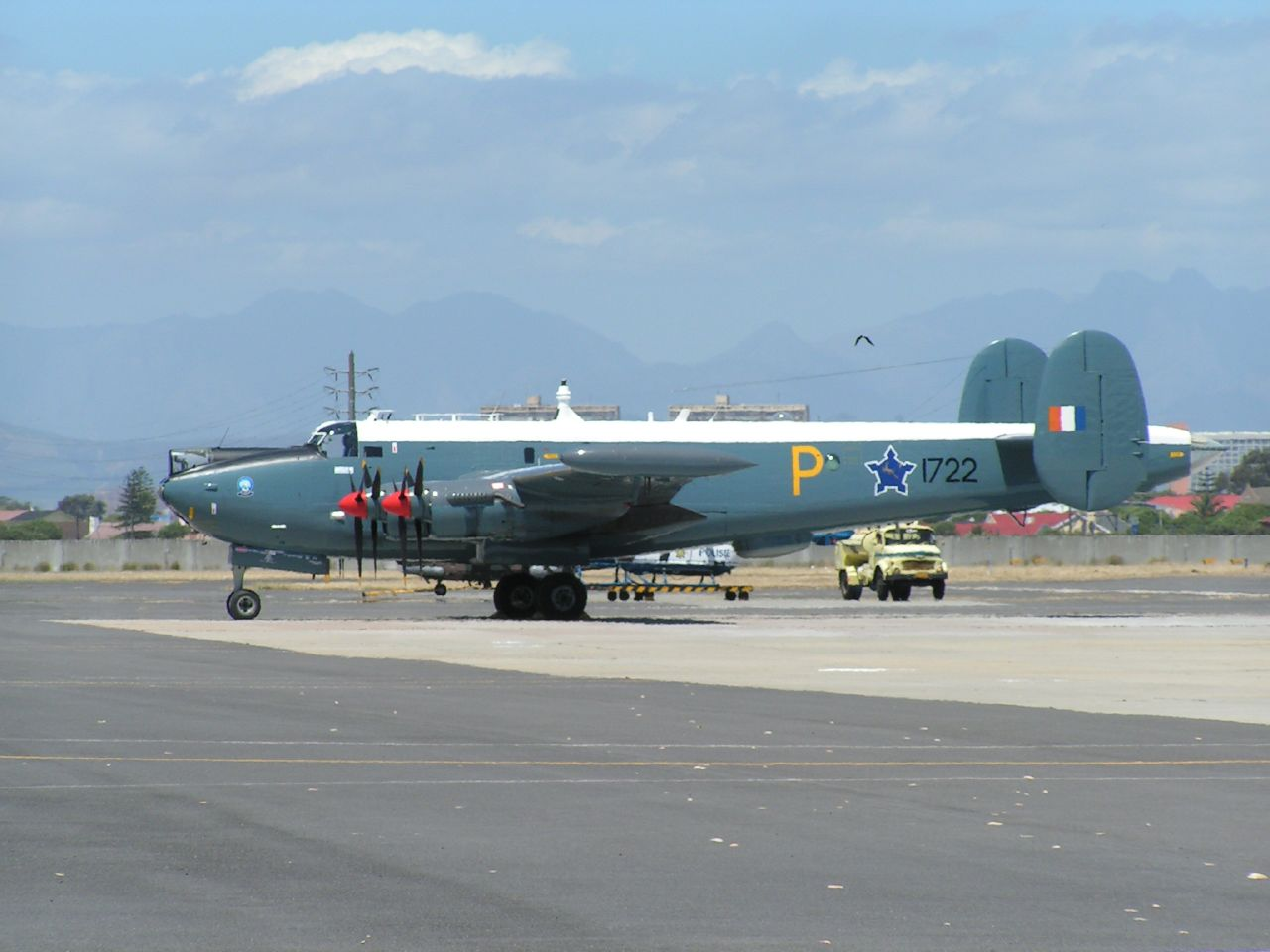
L’esemplare di Avro 696 Shackleton Mk.3 matricola 1722 esposto a  Ysterplaat
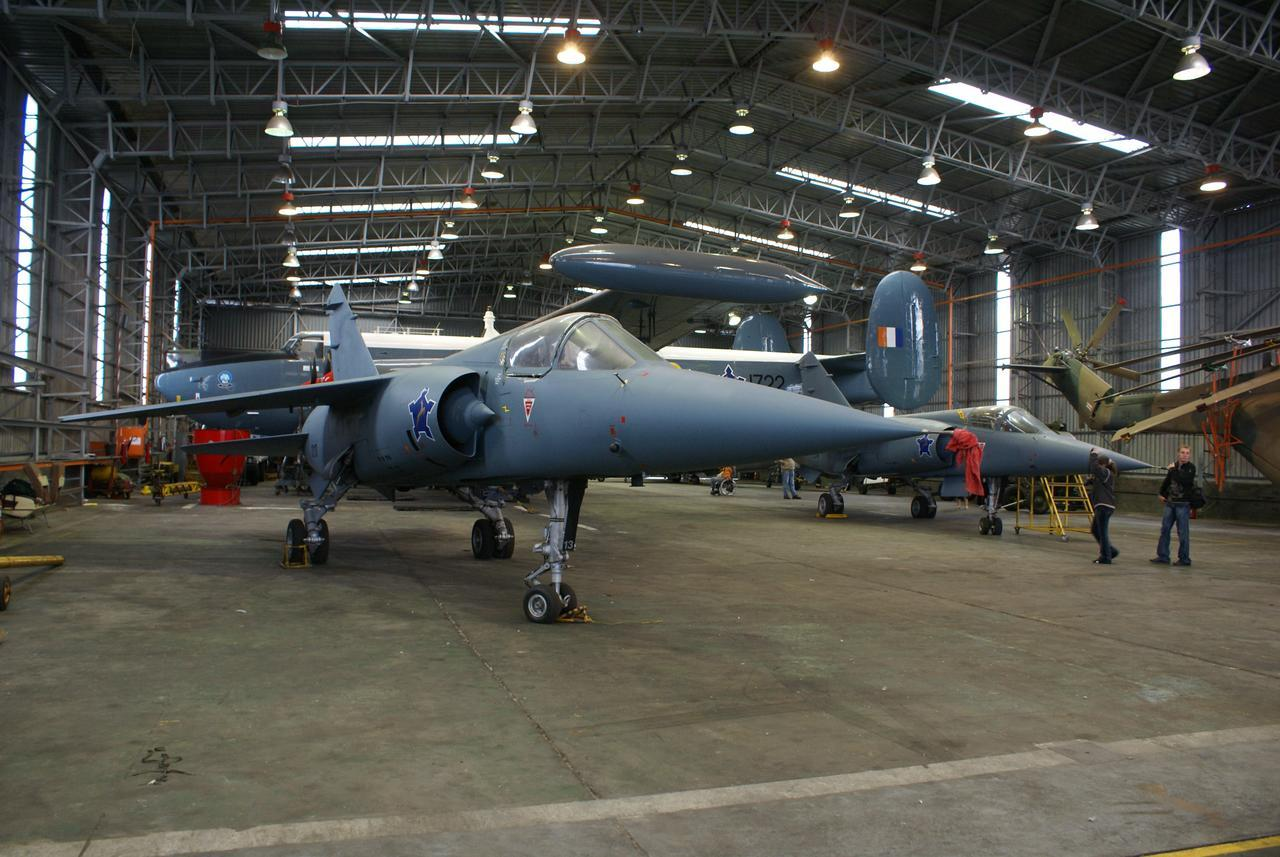
Un caccia Dassault Mirage F1CZ esposto a Ysterplaat
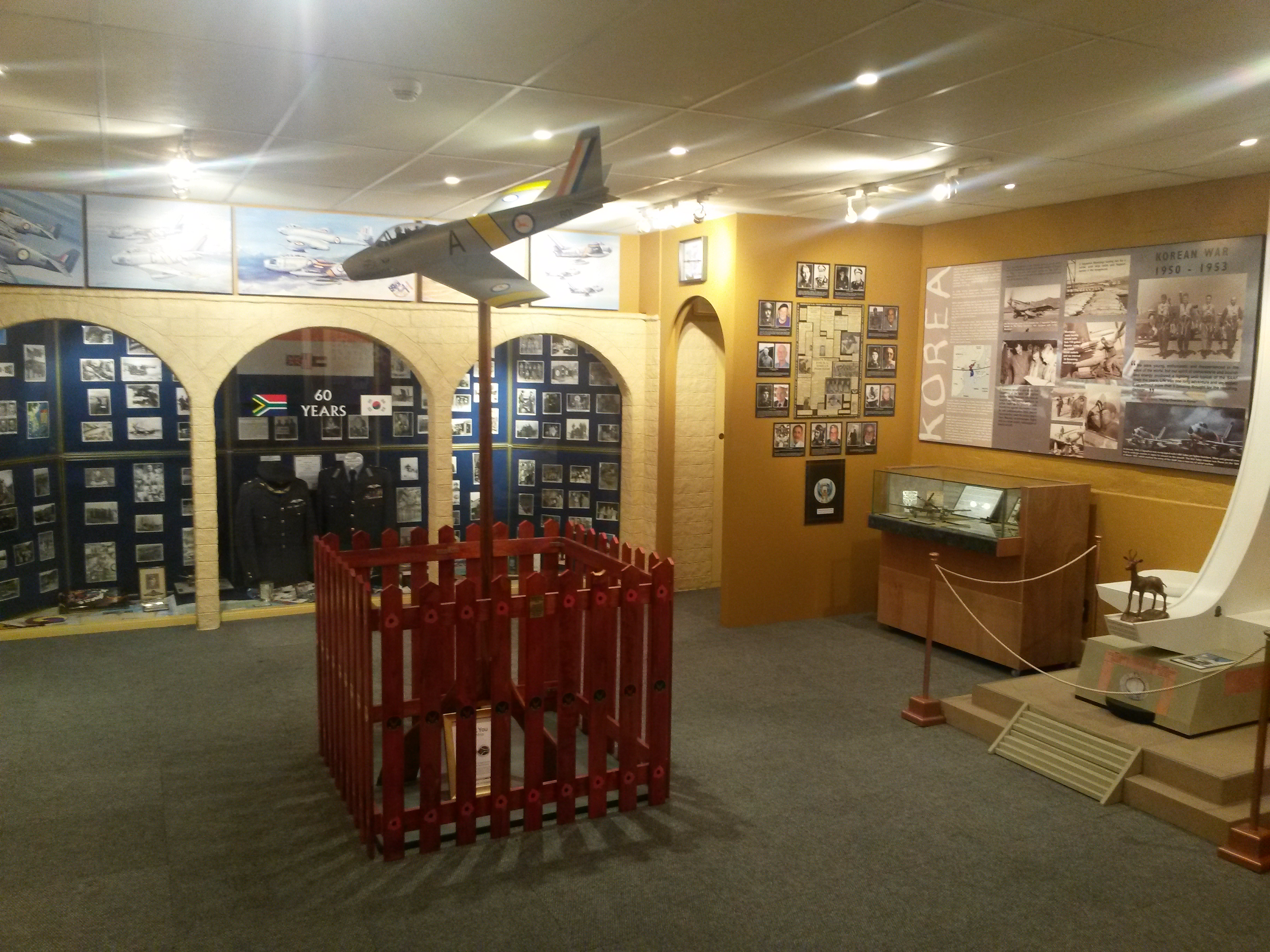
Sale espositiva a Ysterplaat
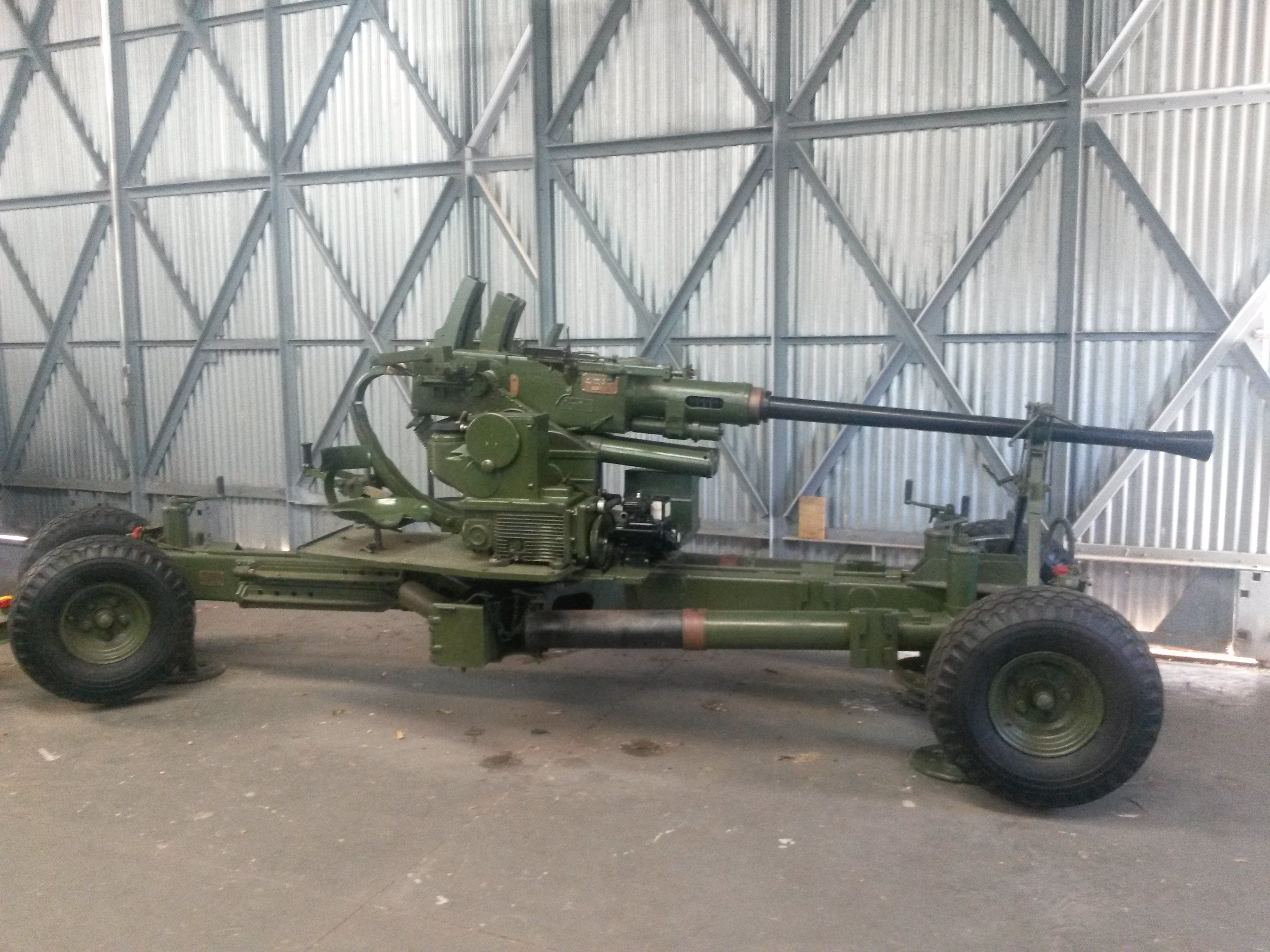
Cannone antiaereo Bofors da 40 mm
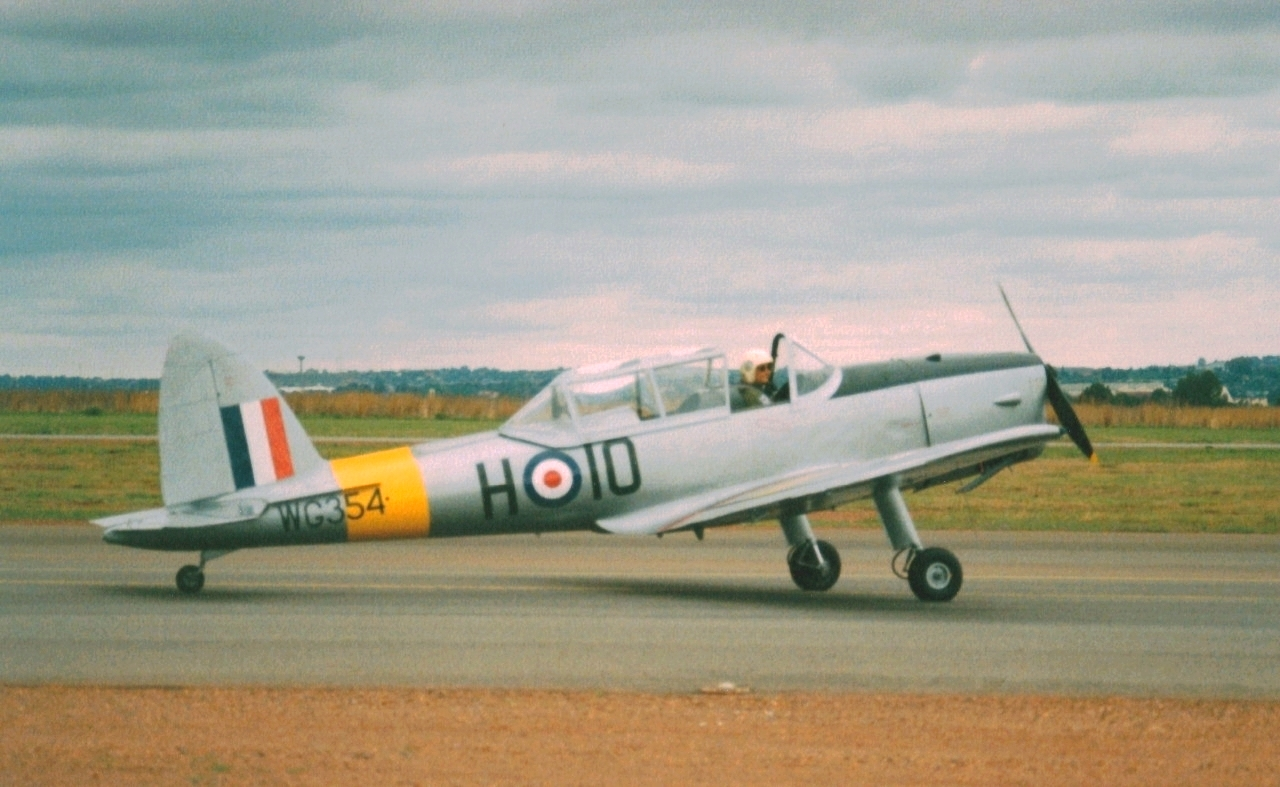
Un addestratore basico De Haviland Canada DHC-1 Chipmunk Mk.10
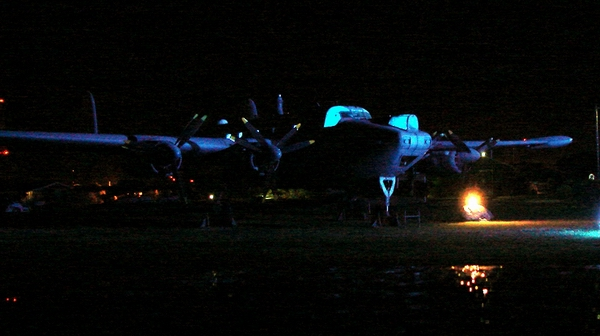
L'Avro 696 Shackleton Mk. 3 matricola 1720 fotografato di sera
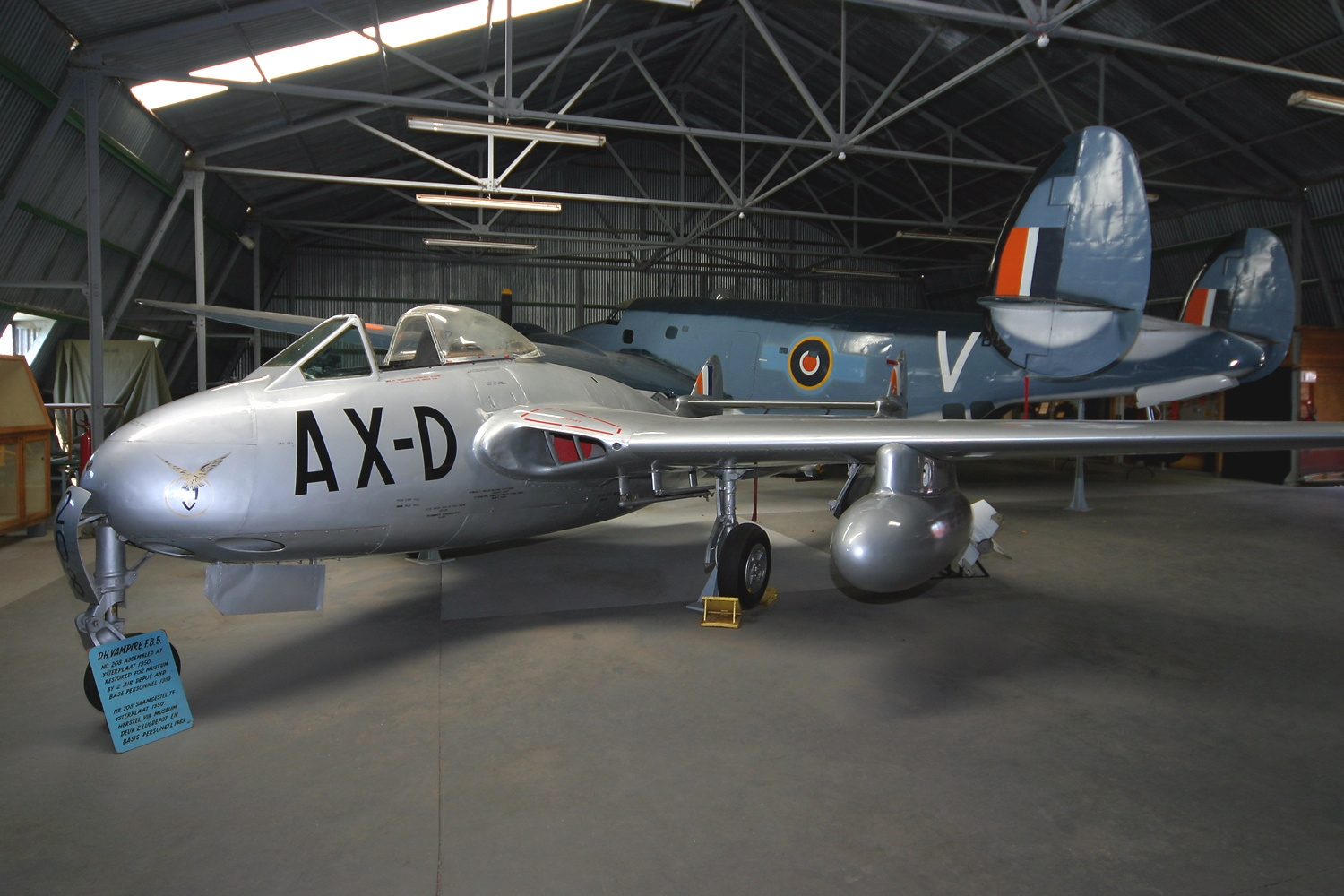
Un cacciabombardiere De Havilland DH.100 Vampire FB Mk.5

### Aerei in esposizione
- Avro 696 Shackleton[5]
- Canadair CL-13[17]
- Dassault Mirage F-1CZ
- Dassault Mirage IIIR2Z
- de Havilland DH.100 Vampire FB Mk.5
- Douglas C-47
- Lockheed Ventura
- North American Harvard
- Piaggio P.166
- Westland Wasp[5]

### Aeroporto di Port Elizabeth
L’esposizione dei velivoli sull’aeroporto di Port Elizabeth è limitata dal poco spazio disponibile. Gli aerei sono esposti nell’originale spazio utilizzato durante la seconda guerra mondiale dalla No.42-Air School Air Gunnery Training Centre appartenente al Joint Air Training Scheme.
In fase di restauro si trovano un  North American Harvard e un Airspeed Oxford. Tra i più insoliti aerei esposti vi è lo Jorg IV Skimmerfoil un velivolo Wing-In-Ground.

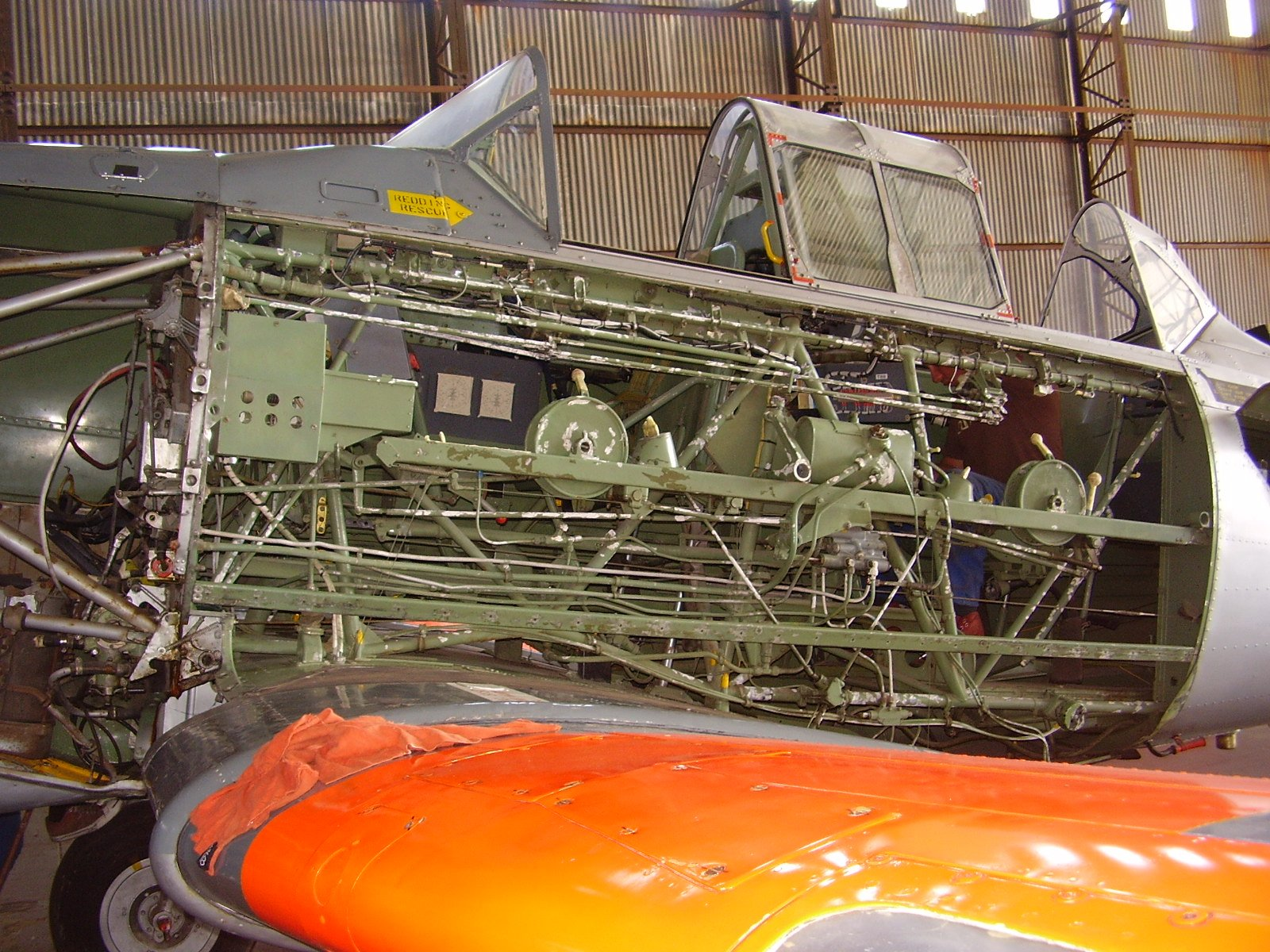
Un North American Harvard in fase di restauro
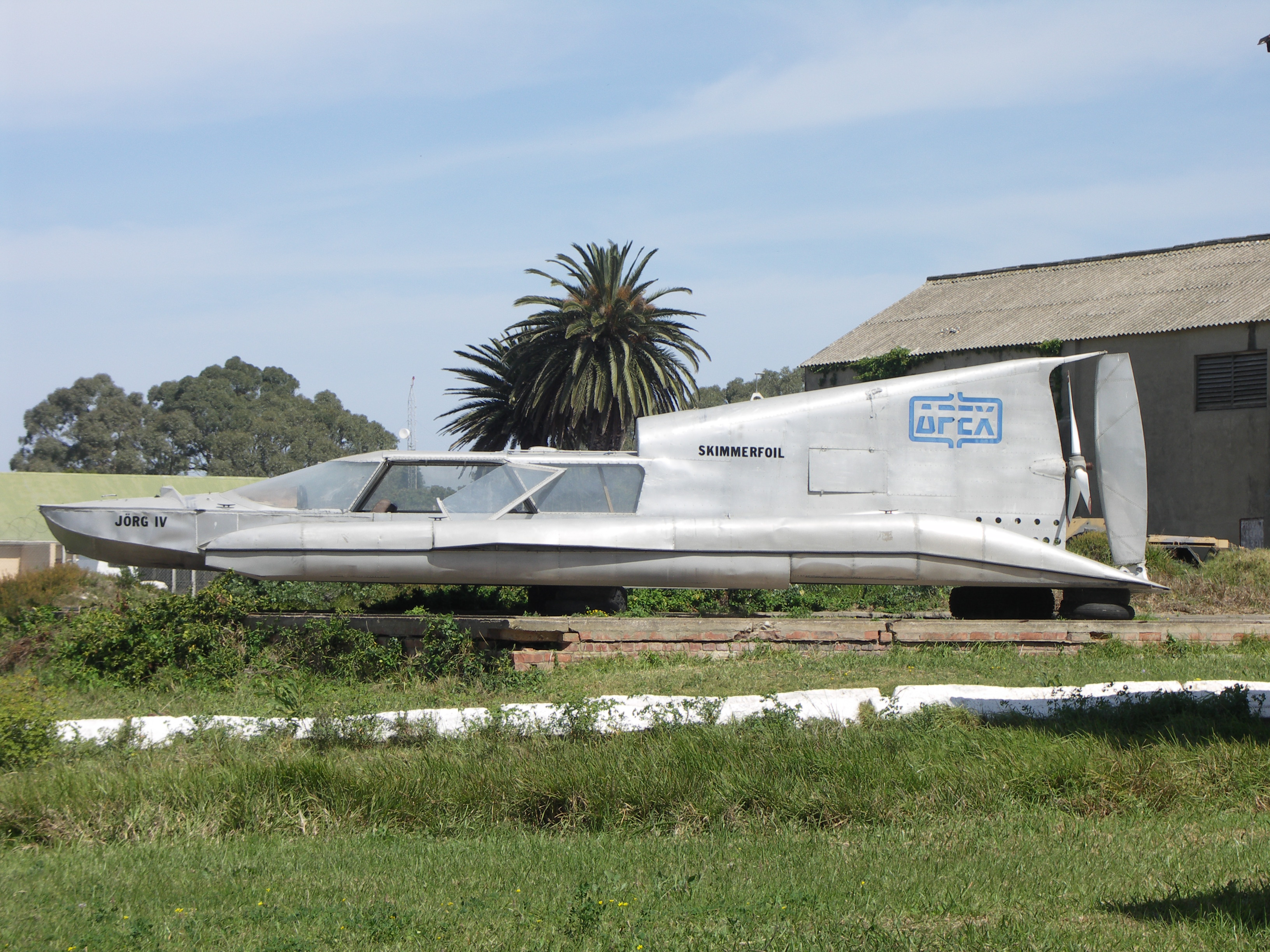
Skimmerfoil Jorg IV
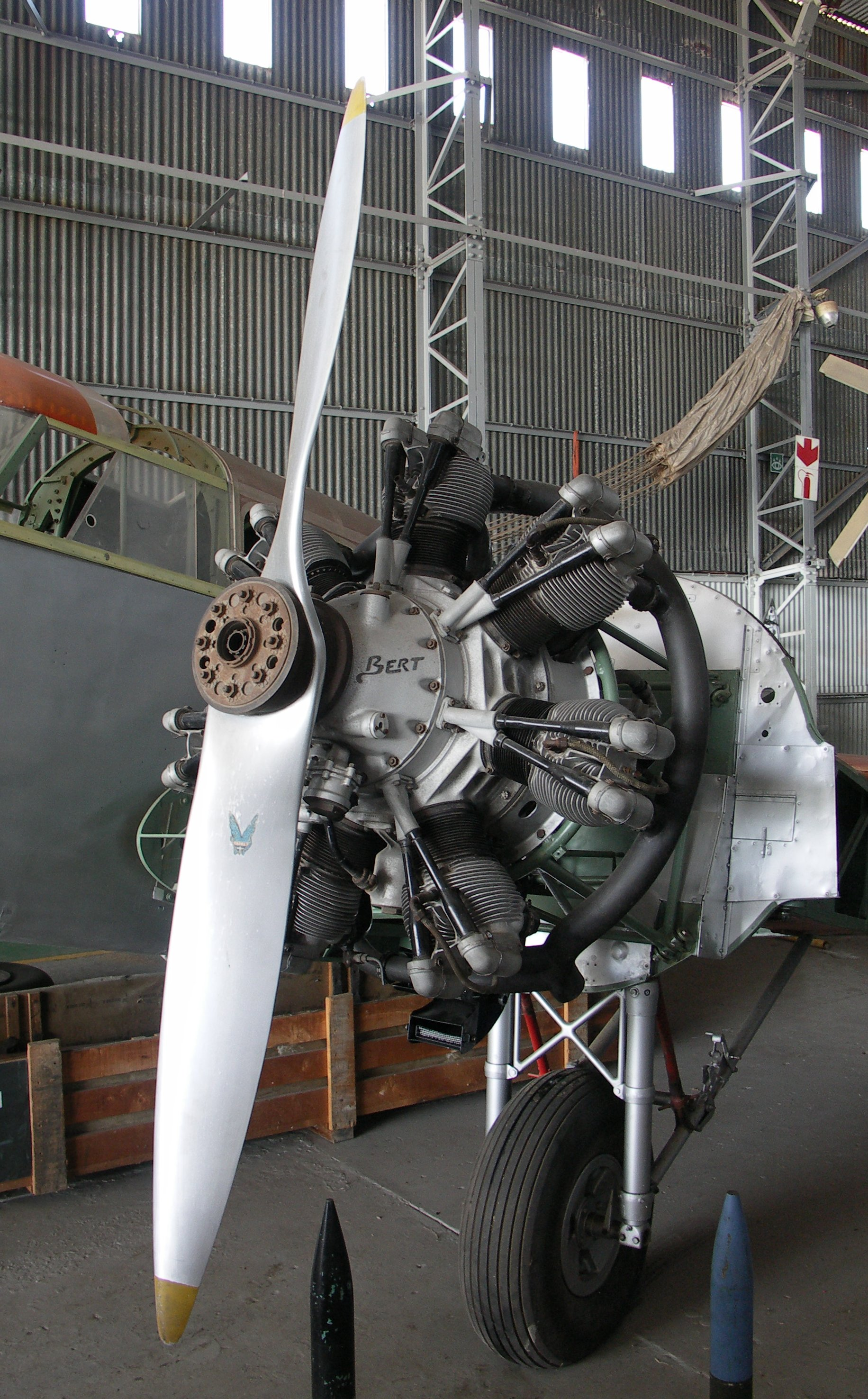
Uno dei motori Armstrong Siddeley Cheetah dell’Airspeed Oxford in fase di restauro
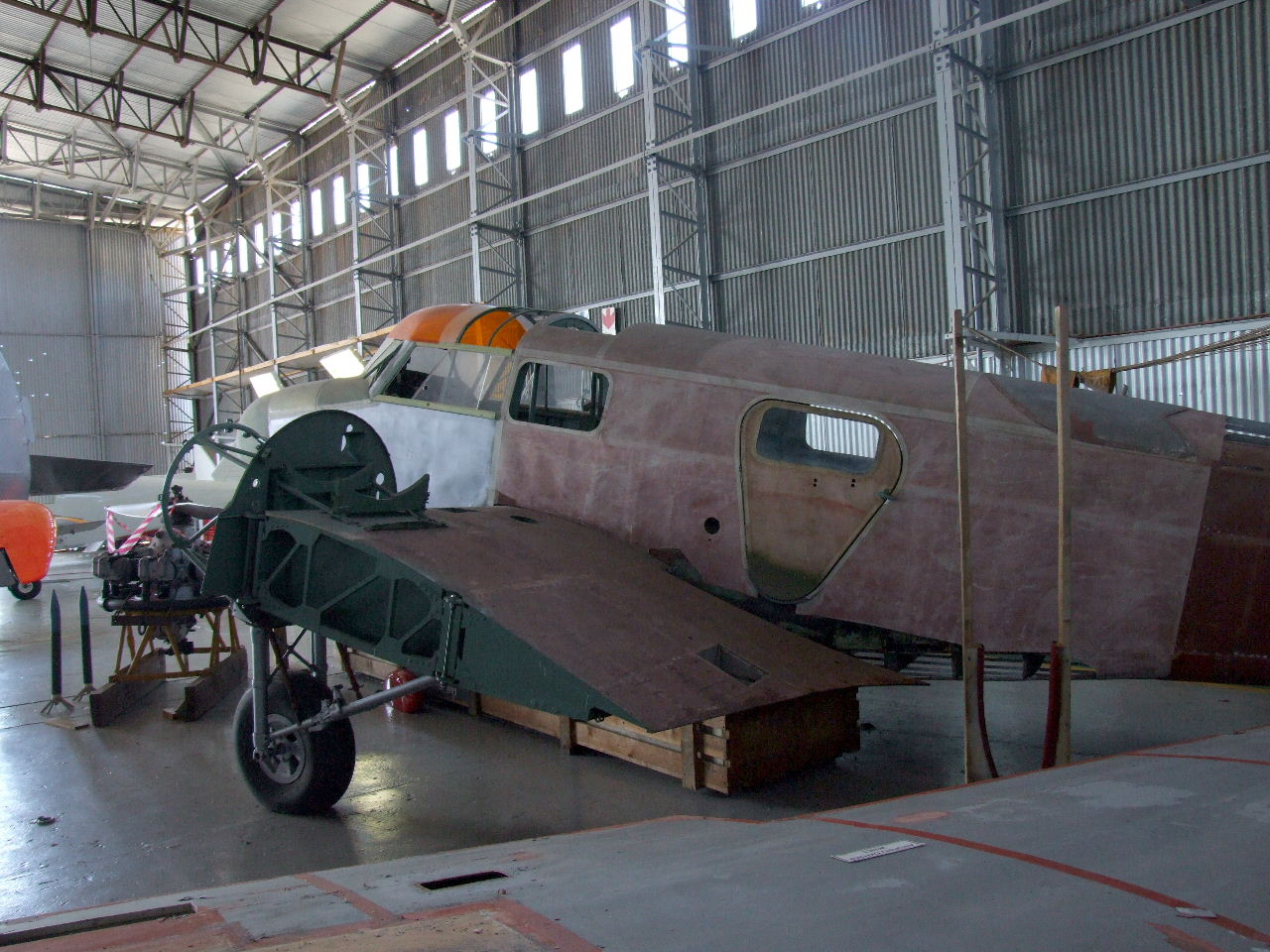
L’esemplare di Airspeed Oxford in fase di restauro
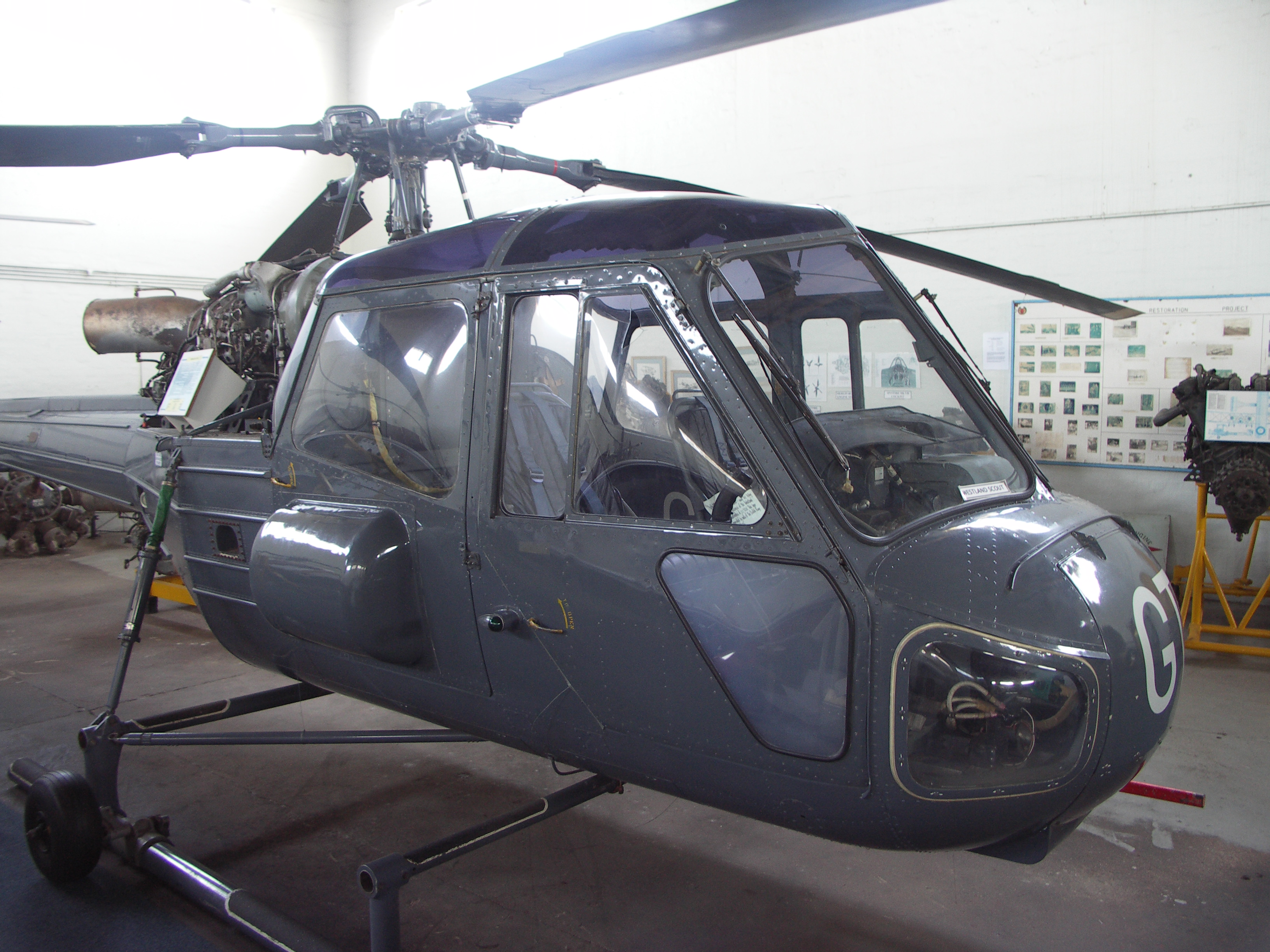
Un esemplare di elicottero Westland Scout in esposizione
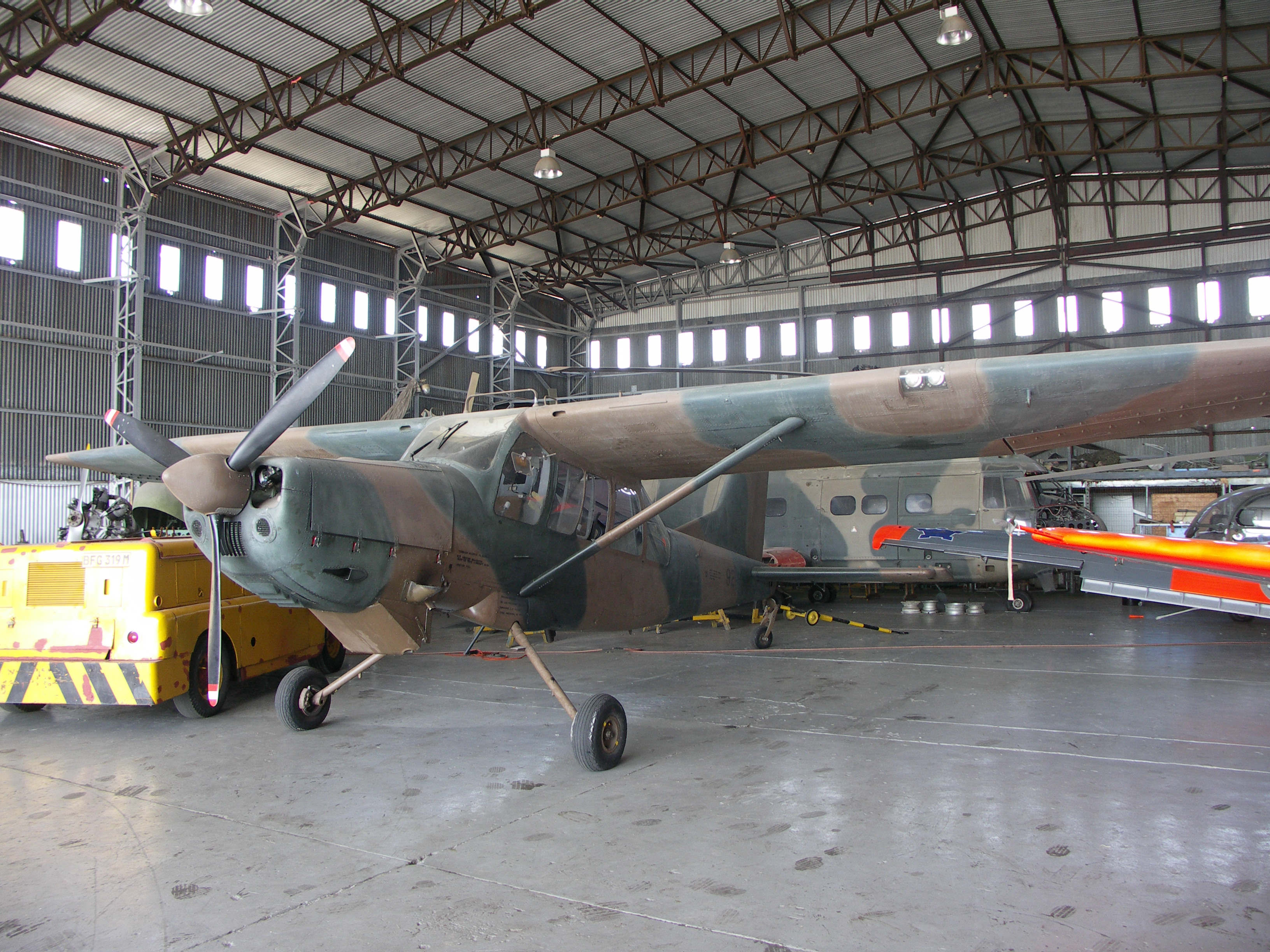
L’esemplare di Aermacchi AM.3 Bosbok in esposizione
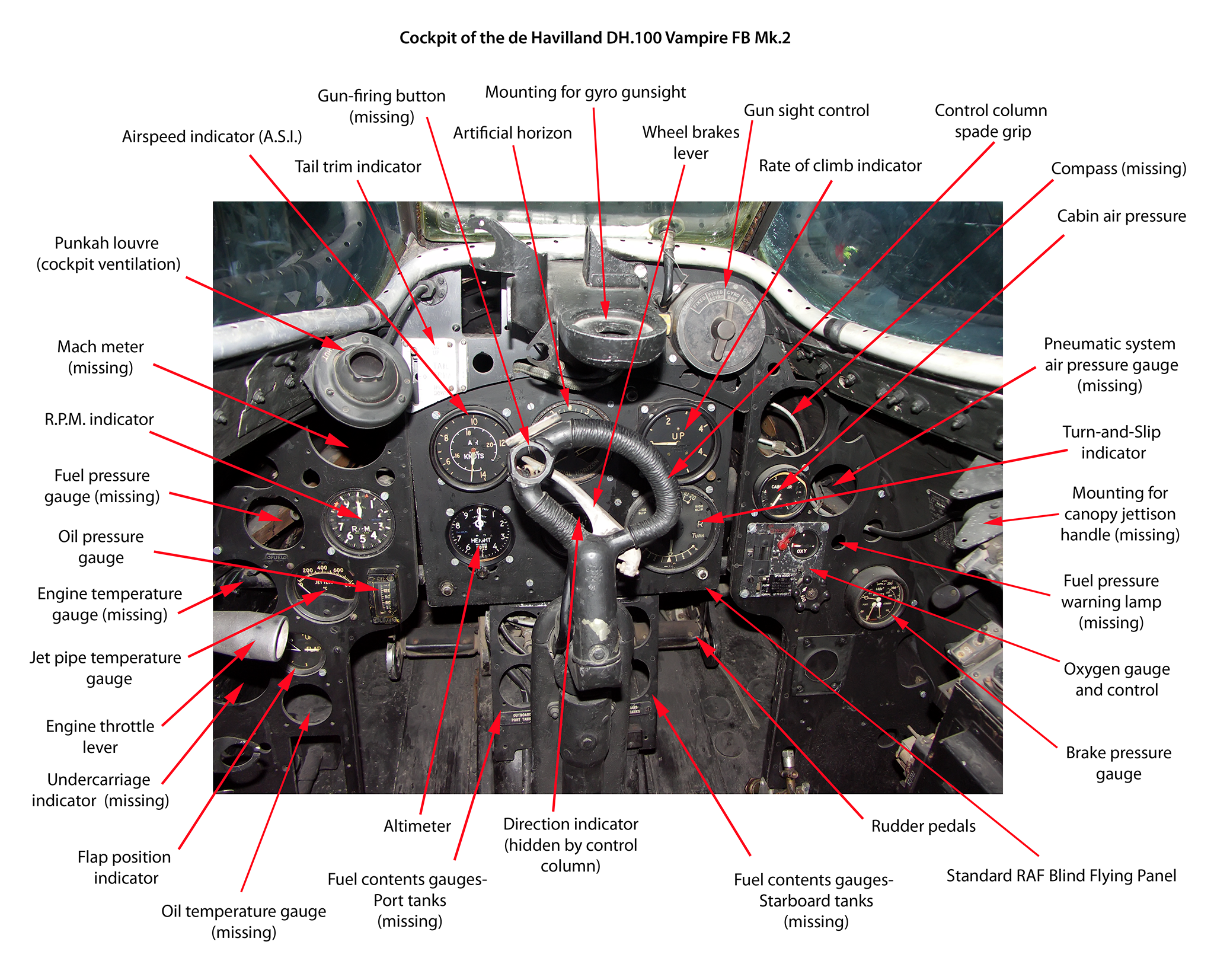
Cockpit di un cacciabombardiere De Havilland DH.100 Vampire FB MK.2

### Periodici
- Anitonio Calabrese e Emanuele Salvati, Memoria e identità, in Rivista Aeronautica, n. 1, Roma, Ministero della Difesa, 2015,  pp. 80-85.